# ながされて藍蘭島の登場人物
ながされて藍蘭島の登場人物（ながされてあいらんとうのとうじょうじんぶつ）では、藤代健の漫画作品『ながされて藍蘭島』およびそれを原作としたアニメ作品、ライトノベル作品、ドラマCDに登場する人物について説明する。
声優欄はアニメ版の声優（ドラマCD版の声優）と表記。

## 藍蘭島の住人達
各家の居住地は藍蘭島#民家を参照。

### 西の森

#### 人間の村

##### すず一家
東方院 行人（とうほういん いくと）
声 - 下野紘（保志総一朗）
本作品の主人公。2月15日生まれ、血液型はA型。14歳。身長151cm。体重40kg。中学3年生。東京都出身。
とある勘違いにより父親とケンカして家出し、これを機に行方不明になった母親を探すことを考え、沖縄行きの客船に乗船するが、運悪く、転落。5日間の漂流後、さらに嵐に巻き込まれ、しまいには大波にも飲まれ意識を失う。その後、藍蘭島に漂着し、魚釣りをしていたすずに釣り上げられた。
大の負けず嫌いで父親に再三言われたことから「無理」や「できない」という言葉も大嫌い。島からの脱出を試みるも失敗し、結局すずの家に居候する。
原作27話（アニメでは第5話）の時点で、藍蘭島の動物との意思疎通ができるようになる。
父親に対しては嫌悪感を持っているが、祖父に対しては（苦手ながら）尊敬し、その教えは守ろうとしている。
「男は女を守るもの」という紳士的（あるいは旧弊）な思考を持つ。
食べ物では古風な家柄のためあまり食卓に並ばなかったせいもあり、肉が苦手でカレーが大好き。
高所恐怖症（祖父による過激な指導が原因）。
日本にいた頃、あまり同年代の女性と接点がなく、男がいなかったせいで羞恥心が薄い藍蘭島の少女たちの大胆な行動に、毎度のように鼻血を吹いている。島民の間では「特技」「島の名物」「鼻血芸」などと呼ばれている。特に、隙があれば一緒に風呂に入ろうとするすず達には困っている。
一人称は「ボク」。ゆきのと同居している動物たちには「いくいく」と呼ばれる。
祖父から剣術を教えられており、藍蘭島ではからあげに稽古をつけてもらっている。そのおかげで腕前は藍蘭島のぬしたちにハンデありとはいえ互角に渡り合えるまでに成長し、最近では東西南北のぬしに狩り物競争で勝ったことから、北の荒くれ者達に度々勝負を挑まれている。
小柄で華奢な体格だが、筋肉質である。スポーツは基礎的な陸上競技は得意だが、コントロールが悪く球技一般は大の苦手。
頭脳は明晰な方。しかし絵や工作は大の苦手で「学校での美術の成績は1だった」と語っている。藍蘭島の学校では高学年クラスの教員を任されている。担当は算数。
実は3年前に長政によって妖怪などの一部のオカルトに対して否定的になる暗示をかけられていたため、幽霊や妖怪や魔法といった自分の理屈で理解しがたいものは信じず、宇宙人、UMA（妖怪以外）など、科学的に証明できそうなことは受け入れる。しかし、夢の世界に行ったことで暗示がとけ、妖怪などにたいして肯定的になっている。なお、元々が理論派なため、現在でも感情より理屈が優先する。
推理小説が好き。藍蘭島の推理小説「紅夜叉シリーズ」の愛読者でもある。
恋愛には疎く、島の女の子達の好意や、やきもちなどに気づかない（まちにいきなりキスをされた理由すら分かっていない）。特にすずのことは妹のように思っており、よこしまな目では見ていないと主張している。
人気キャラクターランキングではすず以外の女性キャラクターを抑え、2位を獲得するなど大健闘をみせる。この結果には当の本人も作者も非常に驚いている。
すず
声 - 堀江由衣
本作品のメインヒロインでもう一人の主人公。藍蘭島民。10月9日生まれ、O型。13歳。身長151cm。体重40kg。
世話好きで優しい性格だが、マイペースなところが行き過ぎてしまうこともある。一人称は「私」で「うにゃ」「ふみぃ〜」などの猫語が口癖。行人のことは「行人」と呼ぶ。行人からは「すず」、りんには「すずっち」と呼ばれている。単行本では現在全巻の表紙に登場している唯一の人物である。
青みがかった黒目にとび色のストレートロングヘアーが特徴。髪は藍色の大きいリボンでポニーテールにまとめている。また、13歳とは思えないほどの“ないすばでぃ”で、年上なのにお子さま体型なあやねに激しくうらやましがられている。ただ、そのあやねによると初潮を迎えていないらしく、まだ子供の作り方を知らない。
両親は不在。父親の高虎は12年前の一件で島の外に流され、母親のすずらんは3年前に行方不明になっている。行人が来るまでは、島で唯一の1人暮らしをしていた(2年前からとんかつが同居人になってるが、存在をスルーされることが多い。)。これらの事情により家事全般が得意。また見かけによらず力持ちで、他の島民たちの手伝いをして日々の糧を得ている。島民には「しっかり者である」という評価をされているが、実は少しさみしがり屋。そのため、行人との同居をとても嬉しく思っている。
南のぬしであるしまとらに合気道や柔術の手ほどきを受け、島内でも屈指の運動能力を誇る。さらに、激怒すると「眠れるにゃんこ」が目覚めてトランス状態になり、猫拳を操る女狂戦士に変貌。反面、大の勉強嫌いで、特に算数など計算が苦手。ただし、子供のころ母に教わった将棋や囲碁の腕前は一級で、行人から教わったチェスを短期間でマスターし逆に負かしてしまうなど、学習能力は高い。
甘党で特に海龍神社の巫女一族秘伝の豆大福が大好物。これが関わると理性が吹っ飛び他のことがどうでもよくなる。お風呂も大好きで、特に「みんなでわいわい入る」ことや「洗いっこする」ことを好み、よく行人といっしょに入りたがっては彼を困らせている。逆に苦手なものはカレーなどの辛いもの全般と、お化けや怪談の類。
寝相が悪く、寝ぼけて水瓶を風呂と勘違いして風邪をひいたり、寝返りで行人に強烈なキックをお見舞いして家の外にふっ飛ばしている。実は12歳までおねしょをしていた。
島内で唯一、行人を異性として意識していなかったが、同居生活が長びくに連れて、無意識に行人に淡い恋心を抱くようになる。本人はまだその想いを自覚しておらず、今のところ行人よりも甘いものの方が優先度は上。また、あやねが自分にイタズラしてこないことに寂しさを感じたりすずの中では行人よりもあやねが大きい部分もある。しかし、他の女の子と仲良くしている行人を無意識に邪魔したり、強烈な殺気をぶつけてびびらせるなどヤキモチ妬きな面を見せている。それ故に、現在ではこの行動が「藍蘭島名物 すずの嫉妬」とまで呼称されている。
東方院 美咲（とうほういん みさき）
声 - 清水理沙
行人の妹。中学2年生。5月生まれで牡牛座。14歳。AB型。身長154cm。体重41kg。当初は回想のみの登場でおぼろげな肖像だったが、第50話ではっきりと描かれ、19巻で本登場した。
一人称は「私」。長い髪の一部を細い三つ編み にし、後ろでチェックのリボンでまとめている。胸はあまり大きくなかったが、行人がいない4ヶ月の間にすず以上の大きさまで成長した。
合気術の使い手。
藍蘭島付近で行人を捜索中に行人の願いを受け付けた毛玉の妖怪によって藍蘭島に呼ばれ、行人を連れ帰るために粉雪と契約してやしろの妖術のサポートを受けたすず達と戦い勝利を収めて連れ帰る直前までいったものの、最後は島に残ることを決断した行人本人との決闘に敗れた。現在は藍蘭島の住民として、かつての行人同様非常識な藍蘭島の面々に振り回される日々を送っている。
実は義妹であり、本人は誕生日が行人と3ヶ月しか違わない事、血液型が両親からは誕生し得ない事などから既に気付いていた。
行人のことは「お兄ちゃん」と呼ぶ。本人曰く、ゆきのぐらいの年頃には行人に恋しており、自分が義妹だと気付いた後は、段階的にアプローチをかけ、大事な話があるという理由でのデートの約束を取り付けていたが、その直後に行人が家出してしまっていた。ボトルメッセージを受け取った後、行人が女性だけの藍蘭島に居ることに危機感を抱いていたが、実際にはその危機感を超えた状況であったため、島の女子達に強い対抗心と嫉妬心をぶつけて行人争奪戦の先頭に立っている。なお美咲の想いは行人以外の家人には公然の秘密だった。
本気でキレると行人を「お兄様」呼びし、雹を降らせていた。
暑さに弱く冬でもアイス好きであり、10歳からは夏ごとに体調が悪化していたのだが、実は雪女の半妖であり、普段は長政製の術印が書き込まれたSDカードで妖気を補っていた。25巻でオババから藍蘭島の出身者であることを明かされた。本名はみさきといい、政宗とつららの娘でありみちるの実妹。出身地に帰り粉雪と契約したことで体調は安定した。妖術の扱いには慣れていないため（姉妹と発覚する前に）みちるとの勝負に敗れて弟子となっている。
かつて藍蘭島の男たちが参加していた舟釣り大会の際、赤子だった美咲を正宗がおぶって参加したため一緒に行方不明となってしまった が、最初の帰還者となった。島の外に出てから東方院家に引き取られるまでの経緯は不明。
ゆるキャラと動物が大好きで、藍蘭島の動物や妖怪などに対しては悲鳴をあげるほど喜んでおり、許容量を超えると鼻血まで噴き出してしまったりという行人を彷彿とさせるその姿は、すずをして「血は繋がってなくても兄妹って似るんだね」と言わしめるほど。オーストラリア旅行ではコアラを密輸しようとした他、北のしま子を拉致しようとしたり、犬猫の住む南の森では出血多量におちいったりし、幻十郎を泣いて逃げるほど追い詰めるまで執拗につきまとった。
アニメでは最終回に登場、最初から顔が描かれている。兄を探すうちに海で遭難し、住人が全員男の“藍蘭島”に漂着。快適な生活を送っていて、帰国する気はないらしい。
粉雪（こなゆき）
美咲と契約している雪の精霊で小雪の妹。小雪と違い、人間の少女の姿をしている。召喚されていないはずなのに、なぜか現世に出てきて、召喚者（美咲）のニオイがする行人と契約してしまった。その後2歳の時に仮契約していた美咲と契約した。上半身裸になった行人を見て頬を染めるなど、島娘たちより女性らしい反応をする。
実はおしゃべりだが、精霊は本来契約者以外とは会話できないため、美咲以外からはどんな言葉も「おー」としか聞こえない。
美咲と契約後はコマの端々で誰かのマネをしているシーンがある。
実は美咲には常に付き添ってる訳ではなく、夜になると雪山にある自分の家に戻るらしい。家に戻ると本当の姿である等身大の超美少女に元通りになる。
とんかつ
声 - 渡辺明乃（細野雅世）
今作のマスコットキャラクターですずと行人と同居している子豚。2歳（アニメ版13話より）。マンガの18巻の第100話で3歳になっている。藍蘭島の動物は人間と同じ様に歳を取るので、とんかつの2歳と3歳は人間の2歳児や3歳児と同じである。「ぷ」または「ぷー」としかしゃべれないが、他の動物と同様に人語を解し、字を書くこともできる（九九も完璧に会得）。男の子。海龍様の目。
頭と胴体が一体でまん丸い身体をしている。足がないように見えるが実はちゃんとある（骨格はあるが、先端以外は肉に埋まっている）。移動時はボールのように跳ぶ。縦に体を伸ばすこともできる。また、大量の空気を吸い込んで巨大化し、クッションにもなったり、自分の体の大きさ以上の水を吸って出したりするなど、現実の豚とはかけ離れた特徴をしている。
行人が気に入っていて、出かける時は行人の頭の上が指定席。いつも、行人やすずの近くで、ぷ、ぷーと鳴いたり、何かパフォーマンスをしている。
冷や奴が好物。豆大福は鼻や耳などにべとべとくっついてしまうので、うまく食べられない。将棋の駒を盤に置く時の音が好き。地震が嫌い。きのこ探し、特にマツタケを見つけるのが得意。
泳ぐ時は、鼻を真上に向けて浮かぶ。手がないので目を覆う時は耳たぶを使う。これ以外にも耳たぶを手の代わりに使っている場面がある。
まだまだ幼くて未熟なので、すずや行人に甘えることが非常に多く、性格や行動や態度も非常に子どもっぽい。家の手伝いをしている様子も限られており、ほとんどのことはすずや行人に甘えて頼り切っている。またすずや行人の頭に乗ったり抱っこしてもらうことが多く、自分で歩けるにも関わらず、自分の足で歩くことがほとんどない。
生まれた時からすずの家にいる訳ではなく、ある日幽体離脱したすずらんについてきてすずのそばに居ることになった。すずはとんかつの両親がどこかに存在すると思い込んでおり、島中探したが見つからなかった。実際はとんかつは海龍様の目なので両親は存在しない。とんかつもすずらんに付いて来たことや両親がいないことや海龍様のことに関しては何か都合が悪いからなのかすず達には話していない様子である。島で唯一のピンク色の豚なので、動物博士である秀秋からも珍しいと称されていた。

##### からあげ一家
からあげ
声 - 太田哲治
西のぬし。海龍様の目。26歳。すず宅の裏の鶏小屋に住む雄鶏。既婚者であり、はつという妻と娘が2羽いる。毎朝村に日の出を告げるのが日課。行人の師匠。まだ妖怪化するほど長生きしていない。一人称は「ボク」。
小柄な外見だが、実力は藍蘭島最強。ヒヨコの頃すでに東南北のぬしを倒しており、「黄金の魔弾」の異名を取っていた。成鳥になった現在は、赤いとさかと白い身体から「烈火の白刃」と呼ばれている。ぬしとしてはまだ若輩者であり、一度は破っているしまとらや大牙へ敬語で接するなど、彼らへの敬意の念は変わらぬ様子。武術の流派は「飛鶏流（ひけいりゅう）」。「木枯らし」や「旋風（つむじかぜ）」「突風」など、風に関する名前の技が多い。最強技は「疾風怒濤」。
武術の師は育ての親でもあるすずらんで、彼女のことを「あねさん」と呼び慕っている。また、彼女の娘であるすずを姪のように思っている。行人のことはすずを預けるにふさわしい男と見込んでいるようである。すずらんのせいで7歳になるまで自分が鶏だということに気づかず毎日飛ぶ練習をしていて、未だに自分が空を飛ぶ悲しい夢を時々見ている。なおそのことが原因で不良になる。
若い頃はケンカ好きなヤンキーで、親友のたかたかと「死利鳥団」を結成し、よく悪さをしていた（行人の世界であれば鳥の生態系とは何の変わりはない）。しかしすずらんにだけは頭が上がらず、度々おしおきをされていたようである。
はつと結婚してからは不良から足を洗い、西の森の平和を守っている。彼が西の森を見回るようになってから大きな事故が少なくなり、名実ともにぬしとして村人から尊敬されている。娘を溺愛し、日中は娘のもも、ささみとともに、すずの家の縁側によくいる。はつの淹れたお茶をよく飲んでいる。つばさの先で湯飲みを持って飲むが、どうやって持つのかは謎。
長らく行人に西のぬしであることを隠していたが、「第2回婿殿争奪杯」でその正体を明かした。行人との対戦の際は圧倒的なスピードで終始優位を保っていたが、行人の木刀を左手に持ち変えるという機転に嵌りついに敗北してしまった。
アニメでは終盤がオリジナルの展開ということもあり、原作とは違う形で行人と決着を着けている。
単行本の11巻のモノクロ表紙の「もしもぬし達が人間になったら」では、黒髪で前髪だけが赤い江戸っ子風の青年の姿になっている。
はつ
声優 - 白石涼子
からあげの奥さん。京都弁の穏和な雌鶏。卵を一度に大量に産むという離れ技を持ち、おすそ分けを持って行くと、うみたて卵を分けてくれる。からあげが留守の時は、夫に代わり村に日の出を告げるが、からあげに比べると声の通りはいま一つ。人間になると超美人な奥さんになる。
もも&ささみ
声 - 堀江由衣&高橋美佳子
からあげとはつの娘達。ヒヨコ。妹のささみは少し舌足らずで、語尾に「にょー」とつける。

##### 海龍神社
みやび-・-やしろ-ききょう-ちづる（夫長政）-まち・あやね
あやね
声 - 千葉紗子（田村ゆかり）
すずのライバル的な存在。海龍神社の巫女の一人で、まちの妹。青系の巫女服（未熟な巫女を示す）を着用。12月5日生まれ、A型。16歳。身長144cm。体重33kg。Aカップ。元気少女だが、ワナを仕掛ける等の陰謀も大好き。自称「島一の美少女」:黒目、紺色の癖のあるロングヘアーを白いリボンでツインテールにしている。結んだリボンをぴんと立てているのがチャームポイント。
同作者作品『かへたんていぶ』にも同名で容姿も同じだが性格が正反対の「東方院綾音（とうほういんあやね）」が登場する。
とても負けず嫌いで、卑怯な手段も辞さないが、よく自滅する。さらに、自らは何もしていなくてもトラブルに巻き込まれ、ぶっ飛ばされるパターンが多い。しかし、細身で小柄であるが身体は非常に頑丈なため、ダメージを受けても心配されないという不遇さを持つ。行人曰く「笑いの神に愛された喜劇女王」。
基本的には乱暴なツッコミなどが多く、その際は言葉遣いも悪くなり、特にでんでんだいこんに対しては蹴る、殴る、踏みつけるなどの行為を行う。一方、まちが相手だと一方的にいじめられる。また世話好きの一面も。
よく抜け駆けをするが、仲間はずれにされそうになると必死に仲間に入れてもらおうとする。
ふだんは過激な色仕掛けで行人を翻弄するも、アクシデントで唇が触れ合ってしまった際には赤面して逃げ出すなど、根は純情。実はすず同様子供の作り方をしらない。友だち思いな面を見せることもしばしば（自分に自信が持てない梅梅を彼女なりに励ましたりなど）。すずにはいたずらをするが、それですずが落ち込んだりすると慌てて慰めたりする。すずにいたずらする一方でさみしがりやな彼女を一番気にかけている人物でもあり、現に友人達は雨の日はすずがさみしい思いをしないように偶然を装って遊びにくることにしているのだが、まち曰く最初に来始めたのは実はあやねのようである。
当初は「島で唯一人の男である行人をシモベにしたい」という理由で行人に付き纏っていたが、前述の唇が触れ合うアクシデントにより行人を異性として恋愛感情を抱くようになる。なおアニメではこの段階までストーリーが進んでいない。
お子さま体型で、ここ2年ほど、身体（特に胸）が成長していない。類似体型のゆきのとは、ことあるごとに張り合っている。少し前まで互角だったのに一気に育ってしまったすずを激しくうらやんでいる。
一人称は「私」。行人のことは「行人様」と呼ぶ。りん（「あやねっち」）と梅梅（「あやねお姉さま」）以外の皆からは「あやね」と呼ばれている。
容貌は姉のまちとよく似ており、変装すると瓜二つだが、2人が並ぶと身長差と胸のサイズで容易に見分けがつく。
辛いものが大好物。これはまちに横取りされないほど辛いものを食べているうちに慣れ、さらに好物になったため。すずをいじめるために、超辛口の豆大福を作ったりする。
まちが神社の仕事や家事のほとんどをサボるため、苦労している。あやね自身も時々サボることがあるが、まちとは違い一通りの家事はやっている（他にやる者がいないため）。巫女としての能力も低く呪術も苦手で、契約できた式神はでんでんだいこんだけ。ただし、幼い頃からまちに呪いの実験台にされ続けていたため、普通の呪いではあやねには効かない（それでもまちの呪いに反応するのは、まちの能力の高さを示す）。
でんでんだいこん
ちづるがあやねのために「式神おーでぃしょん」で召喚した、えんとりーなんばー一番。
全体は大根で、でんでん太鼓のような細い4本の腕と丸い手がついている（手先は赤い球）。マゾっ気があり、使役の“ごほうび”は、踏んでもらうこと。見越し入道に妖力を吸われても嬉しそうにした。
あやねは「こんなヘコいの」と嫌がったが、踏まれたことであやねを気に入り、契約した。現在のところ、あやねが契約できた唯一の式神。
術者にまとわりつくだけで全然役に立たないと思われたが、伝言のおつかいや尾行ぐらいはできるらしい。あやねを乗せて飛行したこともあるが、“ごほうび”目当てでわざと墜落した。
12巻収録の番外編で、「絶対防御壁」の能力がある事が判明。しかしあやねには、守るだけじゃまちの式神には対抗できない、と不評だった。
その身は美味であり、自身を使った大根料理が得意である。
まち
声 - 高橋美佳子（浅野真澄）
海龍神社の巫女の一人で、あやねの姉。赤系の巫女服（優秀な巫女を示す）を着ている。1月1日生まれ、AB型。18歳。Dカップ。身長137cm。体重28kg。
あやね同様、黒目に黒いストレートロングヘアー。巫女らしく、顔の左右の髪を束にして留め、後ろ髪は先の方で軽くまとめている。容姿は父親似。
同作者作品「かへたんていぶ」にも同名で容姿も同じ「東方院摩智（とうほういんまち）」が登場する。
13〜14歳で結婚する江戸時代の文化が残る藍蘭島では、「行（嫁）き遅れ」の「年増」扱いであり、本人はそれを非常に気にしている。したがって、まちの前でこれらの言葉は絶対にタブー。あやねがその弱点に気づくも、一日で禁句にされた。本気で怒ると、誰も逆らえない。
プロポーションはよく、自称「脱いだらスゴい」。行人が他の女の子と仲良くしていても「浮気も甲斐性の一つ」といって余裕をみせる。しかし、行人が誰かと自分以上の関係となると暴走行為に出る。ただ、行人があやねとのキスの後にあまりにも女心に鈍感な様子を見せていた時には「『私達』のことをもっと見てほしいの」と、自分だけでなく行人に好意を寄せている者全員に対して真剣に接してほしいということを伝えており、抜け駆けしようという気はなく、そういった方ではフェアである。
あやね以上のいたずら好きで人が驚く顔が大好き。好きな子ほどいじめるタイプ。また、年上らしい母性にあふれた行動も垣間見られることもある。
自作の吹き矢を操り、その腕前は超一流。7本を束ねた連射式の吹き矢を使うこともある。
一人称は「私」。行人のことは「行人様」と呼ぶ。他者からは「まち姉ぇ」「まちのあねご」などと呼ばれる。行人からは「まち」と呼ばれている。
髪を洗う時はシャンプーハット状のものを使う。目を開けたまま、居眠りをすることができる。常に眠そうな半眼がデフォルトの表情。
趣味は人を驚かすことと箒道（ほうきどう）。神出鬼没で「気配なく近づいて人を驚かせる」のは、自分の専売特許だと主張。また、マニアックなほうきコレクター。ほうきの話をさせると一晩でも話し続ける。また、出歩く時はコレクションのほうきの中の1本を必ず携帯。「箒を掃除に使うのはとんでもないこと」と言い切る。ほうきコレクションの中には怪箒「百叉之大蛇丸」があり、それを使う必殺技を持っている。また妖箒「村正」を式神として使役する。
異常なまでの食いしん坊。空腹になると、手当たり次第適当に食べまくる。中でもおせんべいを好む。好き嫌いはほとんどないが、あまりに辛い物は苦手で、あやねの激辛せんべいだけは完食できなかった。
家事の能力は壊滅的。料理の腕は見かけは悲惨な一方で美味であるが、台所が大惨事になる（アニメ版では調子に乗って食べきれないくらい大量に料理を作りまくってしまう）。日常的にサボっている掃除や洗濯はまったくできない。他方、手先は器用で、わずか1日の職人修行で見事な重箱を作り、とげ太に誉められてりんのプライドをずたずたにした。
巫女としての能力は高く、呪術や口寄せが得意。若年ながら「妖怪改役」の任にあり、妖怪や幽霊絡みの騒動の際には皆に頼られる。神社の蔵の中の妖怪が封印された物品（必ずしも邪悪なものばかりではなく、保護のために封じられたものもある）の管理も担当。
よく怪しげな呪術や薬を開発しては、あやねを実験台にしている。特に手製のわら人形を愛用し、その矛先はたいていあやねに向けられる。村正の他に複数の式神を使役しているが、霊力の向上を怠ったために式神たちの存亡の危機を招き、以後は日々努力をするようになるが、その姿を人に見られたくないため、夜陰に紛れてこっそり修行をしている。やしろの影響で、通常であれば術者の道具として扱われることの多い式神たちに対して友だちとして接し、式神たちからも強く慕われている。
体術にも長けていて（龍神流合気術の使い手）、身のこなしが素早い。ほとんどの攻撃は緩急自在な体術でかわす（だから自分に「一撃を入れた」行人に興味を持った）が、打たれ弱い。遠野さんとは何度か戦った末に、友情が芽生えた。これはまちが「どんな妖怪でも話し合ったり、どつきあえば友になれる」という家訓を重んじているため。
薬への耐性が強く身のこなしが素早い千影流の忍一族（くない、しのぶなど）を苦手としている（吹き矢や体術が効かないため）。
また性に対する知識はメインキャラクターの中では最も豊富。
学校では補助教員としてくないを手伝い、高学年クラスの講義を引き受けている。
召還できる式神は以下の6体。
海流様の目の動物の正体を見抜いており、とんかつの正体もおそらく見抜いている数少ない人物であると思われる。
てるてるまっちょ
声 - 山口隆行
頭はてるてる坊主、胴体は筋骨隆々。足はない。まちを肩に乗せて飛行する。まちの命令次第で他の人や物も運ぶ。行人は「覆面ゴリラ」と認識（飛ぶのは無視）。
その名の通り怪力だが、「第2回婿殿争奪杯」では、りんとの肉弾戦で完全に圧倒されていた。
特技は華道。性格はナルシスト。
ごっちらの
声 - 太田哲治
恐竜のような顔。下半身はない。名前とデザインはティラノサウルスから。噛み付いて攻撃する他、分身を使って遠距離からまちと意思疎通することができる。行人は「白ワニ」と認識。
特技はポエム作り。性格はロマンチスト。口調は女性的。まちの式神の中では最初に登場したが、当時はまだ名なしだった。
一式/二式/三式（いっしき/にしき/さんしき）
吸血コウモリ。見かけは3匹ともすべて同じだが（目だけ違う）、それぞれ個性がある。機動力を生かした偵察・連絡任務を得意とする。迷子の捜索にも重宝される。暗闇では目が光ってライトの代わりにもなる。
まちの命令で相手にかみつき、ちぅちぅと血を吸う。
一式の特技は陶芸。性格は甘えん坊。
二式の特技は利き酒。性格はのんびり屋。
三式の特技はスプリント。性格はクールガイ。
村正（むらまさ）
以前、まちが手に入れた妖箒「村正」の怨念を、まちが式神として形作ったもの。契約により実体化した。二頭身の式神で、かなり素早い動きをする。長距離の飛行はできないようで、龍神島からの帰路はごっちらのに乗せてもらっていた。
命中した相手が丸1日“ベタな不幸”に見舞われる不幸弾を撃つ。これを喰らった遠野さんやくまくまは酷い目にあったが、不幸耐性のあるあやねには効果はない。
すずの身体中を這い回ったり、梅梅のお尻にくっついたりと、かなりエッチな性格。口調は広島弁に近い。
他の式神を、敵味方問わずに取り込める。取り込み方によって以下のように形状が変化する。
てるてるごっち一二三式村正（てるてるごっちいちにさんしきむらまさ）
まちの式神をすべて取り込んだ形態。みんなに「名前が長い!!」と突っ込まれた。以下「てるてるごっち」と略す。
取り込んだすべての式神の能力を発揮できるため、力・スピードともに最強レベルだが、かわいさは最低ランク（『があるずがいど』より）。超必殺技「一か月は続くベタな超呪い砲」は、まちによると威力は村正の不幸弾の30倍以上で、不幸耐性のあるあやねに対しても効くはず、とのこと（本当に効くかは不明）。ただし威力が大きい分、溜めも長く、あやねにでんでんだいこんによる反撃を許してしまった。
6体の式神を同時に出し、かつ合体させるので、術者のまちにかなりの精神的負担がある。また、式神の側も負担が大きいらしく、合体をすると疲れてしまいしばらく使用不能となる。復活後の彼らは（村正も含めて）再度の合体を嫌がっていた。
強力な式神にはリスクがあり、この場合は感覚を共通するという、打たれ弱いまちには決定的な弱点がある。その上、あやねのでんでんだいこんを取り込んでしまったためにドMとなり、喜んですずの攻撃を食らってぶっ飛ばされ、大樟に激突して分離、元の各式神に戻った。この時、まちも大ダメージを食らって倒れたが、でんでんだいこんの感覚を共有していたためか少し気持ちよかったらしい。なお、『があるずがいど』では、この時の状態を「でんでんてるてるごっち一二三式村正」と記述している。
天龍鬼村正（てんりゅうきむらまさ）
前述のてるてるごっちとは姿形が違い、人間型の合体式神。瀬戸内弁をしゃべる。
名前は「晴天坊」（てるてるまっちょ）、「古代龍」（ごっちらの）、「無邪鬼」（一式・二式・三式）そして「村正」の合成。まちの命名ではなく自ら名乗った。
原作第61話（単行本第11巻）に初登場。てるてるごっちが村正の強制合体の能力で召喚されるのに対して、それぞれの式神が協合合体（協力して合体する）して出現した。言うなればてるてるごっちの真の姿といえる存在。空も飛び、瞬間移動と見えるほどの高速で移動し、口から炎を吐き拳にも炎をまとう。てるてるごっちより力・スピードがさらに向上している模様。
前述の通り合体を嫌がっていた式神たちだったが、まちが霊力向上の修行で進退窮まり、彼らを消滅させるよりは、と式神の契約を解除しようとしたその時、駆けつけて自らの意思で合体した。そして圧倒的な強さでやしろの合体式神を瞬く間に押さえ込み、まちの修行を成功に導いた。
村正飛翔式（むらまさひしょうしき）
村正が一式・二式・三式と「合神」した形態。村正にコウモリ状の仮面と二対の翼が付いた形状で、機動力に優れる。
ちづる
まちとあやねの母親。33歳。14歳で長政と結婚。
黒いストレートのロングヘアー（幼少時はおかっぱ）に青い巫女服。見た目は清楚だがその教えは腹黒。
まち&あやねが仕事や修行をサボると「鬼のような折檻」をする。しかしその実態は、軽くデコピンをするだけ。しかもその直後、罪悪感から自分が貧血を起こしてしまう。
特製の豆大福は、すずの大好物。
外見は実年齢より若く、行人と初めて出会った時、あやねの姉と間違えられた。しかし霊能力の高い巫女一族は皆年齢より若く見え、母親のききょうは姉妹くらいに見えるため、そのうち外見年齢で追い越されそうと言われた。
一度寝たらなかなか起きない。しかし、寝ぼけると夢遊病者のようになり、起きているときとは想像もできないことをするため、まちよりも危険らしい。
島内のどこかにある「河童の集落」の場所を知っている。また、そこに住む河童たちとも仲よし。
器用な面もあり、彫刻は本物の河童のミイラと間違われるほどの腕前。だが美的感覚がかなりずれていて、絵を恐ろしく描いてそれを「可愛い」と言ってしまうほどの天然ボケ。絵や彫刻のモデルになった河童の芋銭は「気絶したくなるほどヒドかった」と言っている。また、自画像もあやねに妖怪と間違われた。本人はショックを受けていた。
修行をよくサボって遊んでばかりいたため、巫女としては未熟で、巫女の役目のほとんどはききょうからちづるを飛ばしてまちに受け継がれている。式神のこともよくは知らない。単なる勉強不足なのだが娘たちに年のせいと言われた。ただし、これはちづるも自分が勉強不足であることを認めず「忘れただけ」と発言してごまかそうとした結果。
アニメ版では、行人とすずの会話において「あやねとまちの母親」という設定のみ表現され、実際に登場することはなかった。そのため原作のちづるの台詞は代わりにあやねやまちが喋っている。
源氏ガニ（げんじがに）
ちづるが召喚する式神。元ネタはヘイケガニ。特技はじゃんけん。
ちづるに失礼な物言いをしたまち&あやねに、多数まとわりついた。少なくとも10匹存在する。
ダシを取ることができる。熱湯でもゆだることはなく、ちょうどいい湯加減らしい。
紋次郎（もんじろー）
声 - 渡辺明乃
卵の時からあやねに育てられている男の子のダチョウ。11歳。海龍様の目。ただし全体に丸い体型で首はなく胴体に顔が付いているように見える。飛べないが、かなりの快足で、あやねを乗せて走ることが多い。神社の巫女一家と同居している。名前の由来は木枯し紋次郎から。作中では漢字で呼ばれることはほとんどない。行人は「もんじろーくん」と呼ぶ。
あやねが5歳の時に拾った卵からかえり、あやねが育てた。甘やかされて育てられたので、少しわがままで甘えん坊な性格。あやねが行人に付きっ切りの時は不満を漏らしたが、その後仲直りしている。
最初の頃は他の動物と同様に人語を話していたが、何故か徐々に言葉を発しなくなり、現在では鳴き声である「くぁ」しか発しなくなっている。
あやねが呼ぶと、即座にやって来る。あやねと球蹴をするのが好き。あやねが境内の掃除中かまってくれないため、箒をかじって壊してしまったことがあり、それから箒をかじることが気に入っている。まちが探していた妖箒村正も、かじって壊してしまった。
栗羊羹が大好物。
ちかげの変身魔法騒動の時は唯一、うまく魔法を逃れて変身はしなかった。
清十郎（せいじゅうろう）
食肉植物（正しくは食肉植物ではなく吸血植物）。あやねが成り行きで東の森から連れ帰り、そのまま育てている。生態を調べてイタズラに使おうとしているらしい。懐かれていると思っているが、実際はエサだと思われている模様。一度もんじろーに喰われてしまったが、一晩で元通りになった。
その花粉を所持していれば、同族の食肉植物は襲ってこないことをあやねが発見した。ただしどこから花粉が出るのかは不明。
ききょう
ちづるの母でやしろの娘。143話（24巻）役者そろってから登場。それまでは半年間の島めぐり温泉ツアー（“温泉同好会”という隠居したお年寄りの集まりの催し）に出ていて村を不在にしていた。外見は「大人のあやね」。まちとあやねの祖母だが外見は非常に若く、ちづるの姉ぐらいにしか見えない。先代の妖怪改役（ようかいあらためやく：現在はまちが妖怪改役）、優れた巫女で体術にも優れ、初見で行人を軽く投げ飛ばす。“すざくん”“びゃっこちゃん”などの四聖獣を模した式神四神を使役する。紅夜叉とは因縁があり、正体を見破っているがミステリーのお約束に付き合って秘密を守っている。
四神（ししん）
ききょうが召喚する4体の式神。東西南北を守護する四聖獣（朱雀、白虎、青竜、玄武）を模している。”すざくん”と”びゃっこちゃん”を召還した時点でききょうがギックリ腰を起こしたため青竜と玄武は未登場。外見は島の動物のように丸っこい。

##### 洋館一家
130年前にアイランド号で藍蘭島に漂着した紳士ノンポリオ・セガール・山田が設計をした洋館の住人一家（ゆきのの母を除く）。
ちかげ
声 - 伊藤静（野中藍）
11月3日生まれ、O型。14歳。身長155cm。体重45kg。青い髪で、ショートボブ。大きな眼鏡をかけており、視力は0.5ぐらい。
図書管理人（アイランド号で持ち込まれた書物と漂着した書物の管理職）。島外から流れ着く本や雑誌、文明の利器などに興味を持つ研究者肌の少女。行人には、研究対象として興味を持っているが、時折それだけではないようなそぶりを見せる。
一見優しそうだが、マッドサイエンティスト状態。本性を知らない行人は「まともな人」と思っているが、ゆきのは「島一番の変人」、あやねは「まち以上の人でなし」と評す。
うかつで口が滑りやすい。思ったことをはっきり言うため、よくトラブルの元になっている。
語尾に「〜ですの」とつける癖がある。
洋書や魔法書も読解する語学力を持っている。愛読書はアダルト本。
母のしずか、メイドのぱな子さんと3人で（後に魔人のまーくんが加わり4人となる）、村はずれの広い洋館に同居している。
夜遅くまで読書や研究をしていることが多く、朝は弱い。部屋はいつも散らかっていて、ぱな子さんに怒られている。地下の書庫の整理や虫干しはぱな子さんまかせ。
母しずかが元忍者なため身体能力は悪くないが、運動不足のためスタミナはない。記憶力は高く、本人も認めているが、りんとゆきのと同様にみちるの名前を素で忘れてしまっていたりもする。
従妹のゆきのが小さい時からよく面倒を見ていた（回想シーンではゆきのを背負って他の女の子たちと遊んでいたりする）が、それは子育てのデータを取るためだったらしい。今でも成長記録を取り続けている。ゆきのは嫌がって逃げようとするが必ず最後は捕まってしまう。ゆきのは父方の従妹で、しのぶ達三姉妹は母方の従姉妹である。
さんどうぃっちが好物（ぱな子さんの得意料理のひとつ）。
得意料理はカレーライス。カレー好きな行人と激辛好きなあやねには好評だが、すずには不評である（甘口を用意したこともある）。
面白そうなことは試してみたくなる性格。蔵書の中から魔法書を見つけ、人間と動物の姿が入れ替わる変身魔法騒動を起こした。
島外から流れ着いた本や雑誌などを参考にコスチュームを作り、シチュエーションに合わせて着用するが、本人は大抵「現代では一般的な服」と思っている。コスプレ自体に関してのみ言えばあまり間違っていない。寺子屋で先生をやっている。アニメでは少々イントネーションがおかしい（ラーメン＝ラーメン、スク水＝スク水など）。
他のヒロイン達と比べておとなしめの外見であり、作中で地味キャラ扱いされることが多い。81話からは普段着を一新し、髪型も少し変わっている（本人いわくイメチェン）。髪を括った髪型になったために、86話では紅夜叉の標的の1人になり狙われることに。ちかげ本人は紅夜叉の正体を知っているので余計に怖いとのこと。
一人称は「私」。行人の事は「行人さん」と呼ぶ。行人からは年齢が同じでありながらも、一貫して「ちかげさん」とさん付けで呼ばれている。たまには行人のことを「行人様」と呼ぶこともある。
しずか
声 - 伊藤静
年齢は32歳（第67話の誕生日以降）。
ちかげの母親。また、こころの双子の姉で元・忍者である。17歳でかがみの兄である清正と結婚し、かがみの義姉となる。現在引退しているが、忍者としての能力はあまり衰えていないようである。
眼鏡をかけた、和装の穏やかな女性。行方知れずの夫に代わって洋館を当主代理として管理している。語尾に「〜ですわ」とつける癖がある。まちいわく「恋愛一直線」。
紅夜叉（声 - 関俊彦）を名乗り、その出で立ちで実際に事件を起こしてそれを元に「静丸」のペンネームで小説を執筆する。シリーズは結婚と出産・育児のために7巻で中断していたが、行人をモデルとした主人公の新シリーズの執筆と刊行を開始。島の住民には人間・動物・妖怪を問わず根強いファンが多数存在する。なお、紅夜叉として事件を起こすのは決まって満月の晩。小説を書くためなら愛娘すら標的にする。
清正が小説に封じた暗号を解読して紅夜叉騒動を起こしながら密かにやしろに届けたりしている。
アニメ版では原作と比べて言動がシリアスで、原作にあったコミカルな面はあまりない。
ぱな子（ぱなこ）
声 - 飯塚雅弓
ちかげの家で4年ほど前から家事手伝いをしている、女の子のゾウ。16歳。体色はピンク色。
世話好きで気だてがよく、とても優しい性格。ただし少しおっちょこちょい。家事をするときはエプロン姿。
ちかげの寝起きの悪さや、散らかしている部屋の片づけには厳しい。
得意料理は“はにーとーすと”や“さんどうぃっち”など洋食や洋菓子。
ゾウだけあって、とても力持ち。なお、鼻は短く、手の代わりに使うことはできないが、手（前足）は人間並みに器用である。
「島一番の美少女」として有名で、ちかげの変身魔法騒動で人間の姿になった時は、その二つ名に恥じない、思わず行人が見とれるような、金髪にピンクのワンピース姿の美少女になった（普段から一緒に暮らしているちかげでさえぱな子だということに気付かなかったほど）。しかし怪力は変わらず、片づけを放り出して逃げたちかげにおしおきし、騒動を実力で止めた功労者である。
ほとんど全員からさん付けで呼ばれている。
まーくん
声 - 生天目仁美
ちかげが、地下書庫を片づけている時に見つけた本に封印されていた魔人。
玉ネギ形の頭にターバンを巻いた、インド人風の容貌。少し舌足らずで、語尾が「〜れす」という口調でしゃべる。
呼び出した者の願い事を、3つかなえてくれる。しかし、あまり頭が良くなく、願い事を勘違いすることがあり、役にたたないことも多い。
願いをかなえた後、消滅したかと思いきや、ちかげの家に居候中。飛べるのを利用して高いところの掃除をしたり、珍しい料理のレシピをぱな子さんに伝授したりと、「ちかげよりよっぽど働いている」とのこと。
アニメ版では行人によって封印を解かれた。願い事を叶えてくれる数が7つと原作より多い。1つ目の願いはすずへの大量の豆大福、2つ目はあやねの言ったとおりちょっとだけ待機、3つ目はあやねの願いを取り消す願い、4つ目は紋次郎に栗ようかんを出す、5つ目はちかげを捕らえるためのワナを仕掛けた、6つ目はちかげを助ける、最後はまちへのお茶を出す、など原作以上に無駄使いに終わっている。更にその後はまーくん自身も行人達と共にちかげに捕まり人体切断の術の対象にまでされた。

##### ゆきの一家
ゆきの
声 - 長谷川静香（釘宮理恵）
5月3日生まれ、A型。島では最年少の11歳。短気で釣りができない。こましゃくれており子供扱いされるのをとても嫌い、その反動か背伸びしたがる傾向が目立ち、うろおぼえの横文字を使いたがる。身長134cm。体重29kg。前年から2cmしか成長していない（ただし14巻では、ちかげによれば「このひと月ちょいで」結構伸びてきているという）。
緑色のショートヘアーを頭の左右でまとめている（アホ毛あり）。初期の頃は後ろ髪が背中まであったりなかったりと、頻繁に髪の長さが変わっていた。
一人称は「私」または「ゆきの」。行人のことは「行人」と呼ぶ。一度だけ「いくいく」と呼んだ。行人からは「ゆきの」、動物たちには「ゆきゆき」と呼ばれている。
甘い物が好きで、特にちかげやぱな子さんが作る洋菓子が大好き。自作の料理はすべて激甘で（焼いたサンマや刺身、ご飯まで甘ったるい）一般人及び動物には食べられない。嫌いな食べ物は牛乳、納豆、オクラなどで、おおむね食わず嫌いが多い。また、子供らしく暗所恐怖症・狭所恐怖症。
掃除の際には鼻歌を歌うが、音痴。
母のかがみが趣味人でよく出歩くため、小さい時はよく従姉のちかげに預けられ、面倒を見てもらっていた。そのため、ちかげには頭が上がらない。
働かない母かがみに代わって家事を取り仕切っている。そのため年齢の割りに生活力は高い。料理の腕も味付けを除けば問題なく、見た目も上出来である。恥ずかしい過去がいっぱいあるらしい。そのため、過去を良く知る親のかがみに逆らえない。
類似体型のあやねとは、事あるごとに張り合っている。りんを超える“ないすばでぃ”になることが夢。ある事がきっかけで1日だけ14歳に成長した姿になった際には、りんに比肩するほどのスタイルだったが、ある条件下で成長した場合の姿であり、放っておいてもそのように成長するわけではない。
動物たちを遊び相手に育ち、今もたくさんの動物と同居している。いつも色々な動物に乗っており、自分で歩くのは嫌い。体力はあるが根性がなく、少し疲れると駄々をこねる。
地割れに落ちた後、行人の指摘（くまくまに誰か投げ飛ばしてもらえばよかったんじゃない？）をきっかけにくまくまとの連携技「すーぱーくまだいびんぐ」を編み出した。
かがみ
声 - かないみか
ゆきのの母親。27歳。14歳で秀秋と結婚。
貧乳。お子さま体型のまま、大人になっている（アニメ版で行人と初めて会った時、ゆきのの姉と思われた）。外見は娘そっくりだが、頭のアホ毛が2本。後ろ髪がやや長く、まとめていない。
ふだんはのんびりおっとりしているが、内心はかなり毒がある。本気で怒ると怖い。趣味人であり、気まぐれでさぼり屋。ほとんど働かず、ゆきのやくまくまたちが働いて食い扶持を稼いでいる。酒好き。ゆきの曰く、「朝寝朝酒朝湯が大好きなダメダメ人間」。
「ちゃん」づけで呼ばないと怒る。
親としての自覚に欠けているわけではなく、ゆきのがすずを巻き込んで問題を起こした際には、彼女を厳しく叱っている。
たかたかとは幼馴染みで、娘と共に親子2代に渡る長い付き合い。このため、たかたかもかがみの頼みにはあまり逆らえない。
洋館の出身で、先代の図書管理人。ちかげの父・清正は実兄。昔はかなりのブラコンであった。ちかげの母しずかとの力関係は、親子共々変わっていない。過去紅夜叉に何度も酷い目に遭わされ、紅夜叉現ると聞くだけで押し入れに引きこもるほどのトラウマになっている。
くまくま
声 - 宮崎優子
雌のツキノワグマ（ただし「胸に月の輪があるくまは珍しい」とのことなので、別のクマの可能性もある）。11歳。ゆきのがよく乗っている。性格は穏和で臆病。キレイ系というより、カワイイ系らしい。ちかげが引き起こした変身魔法騒動の際は、ゆきのと同い年ぐらいの女の子になっていた。
ゆきのが6歳の時からの友だち。同居している動物たちの中では、一番付き合いが長く、登場頻度も多い。
頭をぐりぐりする「くまぐり」が得意技。他にも「くまちょっぷ」や「にくきゅーちょっぷ」などの技がある。狩り物競争の際は、ゆきの・遠野さんとのコンビネーション技「すーぱーくまだいびんぐ」を披露。
基本「ぐる〜」という声しか出せないが、一度アニメ同様「うばっ」と声を出した。
食いしん坊で、好物はハチミツや葡萄ジャムなどの甘い物。
たかたか
声 - 鈴木琢磨
鷹。同居している動物の中では最古参で、ゆきのが移動の際によく乗っている。かがみとは幼なじみで、時々、かがみも乗っており、ゆきのよりもかがみの方を優先するらしい。土佐弁でしゃべるらしく、語尾に「〜ぜよ」とつける。
「疾風の暗翼（しっぷうのあんよく）」という異名を持つ実力者で、からあげとは親友かつ最大のライバル。かつて西のぬしの座を懸けてからあげと争い、現在も当時受けた傷が左目に残っている。
若い頃は不良で、同い年のからあげや皇とつるんで「死利鳥（しりとり）団」を結成し、よく悪さをしていた。しかし当時からかがみ、そしてすずらんだけには頭が上がらなかったようで、すずらんには度々からあげと一緒におしおきをされていたようである。一度半殺しにされてからは、からあげ同様、すずらんを「姐さん」と呼んでいた。
妻子持ちのからあげとは対照的に独身主義。かがみには「甲斐性なし」とからかわれている。
いぬいぬ
声 - 白石涼子
犬。ゆきのが「彼女」と言っていることから女の子らしい。鼻が利くので何かを探す時には引っ張り出されることが多い。
いのいの
声 - 白石涼子
イノシシ。男の子。ゆきのが時々乗っている。鼻が利く。すずとゆきのが青い鳥を探しに山に入ったまま戻らなかった時は捜索に参加した。
うさうさ
声 - 飯塚雅弓
ウサギ。時々ゆきのの頭に乗っている。
とんかつと同様の形態であり、手が無いので長い耳を手のように使う。足も速く、青い鳥騒動の時はゆきのから行人への伝言を頼まれ、捜索の際も行人に同行した。
かもかも
声 - 千葉紗子（細野雅世）
カモ。ゆきのがたまに乗っている。性別は不明だが一人称は「ぼく」なのと性格が男の子っぽいので男の子の可能性が高い。ミミズが大好物。食い意地が張っている。掃除が得意。鼻が利く。鴨であるため飛べるのだが、歩いてばかりいるため、行人に指摘されるまでは自分でも飛べるということを忘れていた。
きつきつ
声 - 三宅華也
雄キツネ。
同居している動物の中では一番のイタズラ者でスケベな性格。何かと一言多い。“せくしぃー”な女性が好きらしい。
はむはむ
声 - 三宅華也
ゆきのがたまに乗っている巨大ハムスター。女の子。ほお袋には、ゆきのが入ることができる。甘いもの好きで食いしん坊。ゆきのの身体検査の際は、くまくまと一緒に「ほっとけーき」と「はにーとーすと」で買収された。
はりはり
声 - 高橋美佳子
ゆきのがたまに乗っているハリネズミ。その状態で全身の針を逆立てたら大変なことになるのではないか、と行人は「怖い想像」をしているが、この想像は、14巻収録の第75話で現実のものとなる。
フクフク
声 - 吉川友佳子
フクロウ。夜目が利く。梅梅の食料泥棒騒動の時に実力を発揮した。青い鳥騒動の際にも捜索に参加した。コミック内では「フクフク」だが、パーフェクトガイドブックでは、ひらがなで「ふくふく」と紹介されている。アニメのクレジットでも「ふくふく」。
ぺんぺん
声 - 伊藤静
寒いのが苦手で水ギライなペンギン。ゆきのが時々乗っている。知能がとても高く、色々な本をよく読んでいて、行人と推理小説の貸し借りをするほど。怪しい外国人のような口調でしゃべる（一人称が「ミー」など）。遠野さんが好きらしい。海龍様の目。

##### 職人一家
箱根細工師…りつ（夫勝元）-りさ（妹りり・夫忠興）-りん
アイランド号に乗船していたイギリス人箱根細工師の子孫（こと談）。
りん
声 - 白石涼子（浅川悠）
2月9日生まれ、O型。15歳。身長170cm。体重56kg。やや癖のあるシャギーのかかったような赤いロングヘアーを、後ろでしばっている。頭頂にアホ毛あり。島唯一の職人一家の娘。5歳の頃から10年以上も修行しているが、さっぱり腕前が上がらず、未だに見習い。またドジな所があり、よく作業の足を引っ張る。何もしなければ作業が捗る。一方で指揮ぶりはなかなかのもので、むしろ職人というより現場監督タイプ。
島でも一、二を争う“ないすばでぃ”。しかも、みこと曰く乳がまだまだ成長している。主要人物中では1番背が高く、島一番の力持ち。小さい頃から「島一の剛腕」と呼ばれていたが、本人は乙女のつもりなので嫌がっている。
江戸っ子っぽい口調で、さっぱりした姉御肌の性格だが、内心は誰よりも女性的である。女の子に人気があるのが悩み。特に妹弟子のみことからは、日常的にストーキングされている。隙あらば風呂を覗かれたり、胸や尻を触られるなど執拗に陰湿なセクハラ行為を受け、その度にぶっ飛ばしている。その影響で藍蘭島の女の子には珍しく、他人に裸を見られるのを恥ずかしがる。
料理の腕は島一番で、特に鯛の活け造りが得意。大所帯の職人一家の食事を一手に引き受けている。しかし、家訓が「早飯も芸のうち」なので、以前は軽んじられていた。カンナ騒動（後述）以後はちゃんと味わってもらえるようになり、張り合いが出て更に腕を上げた。
「ながくてぬるぬるしたもの」が苦手。彼女への最大級のお仕置は「みみず風呂」の刑。
女の子らしく、きれいな小物や装飾品が好きで、密かな趣味はお洒落。着物を着付けたり、お気に入りの簪（かんざし）をつけたりする。ある日皆にバレてしまい被害妄想にふけるが、行人に褒められてからは大っぴらな趣味となる。
登場後はしのぶと絡む話が多い（しかしこの2人が組むとドジっ子ぶりが増幅され、最凶コンビとなる）。また、壊れた橋直しの時には、みことのセクハラ防除も兼ね手伝ってもらったりした。
みちるとは小さい頃からの遊び友だちだが、みちるが病気がちで家から出ないこともあって名前をよく忘れる。
一人称は「あたい」。行人のことは「ダンナ」と呼ぶ。島内の他の女の子たちを「〜っち」と呼ぶことが多い。行人からは「りん」と呼ばれている。作中では呼んでいないが、当初しばらくの間は「りんさん」だったらしい。
りつ
声 - 弘中くみ子
りんの祖母。49歳。仕事場では棟梁と呼ばれている。仕事には厳しい。
いつもキセル（30年前は草）をくわえている。職人としての腕前は超一流。
30年前に妖箒「村正」を拾った張本人である。当時はりんに似た美少女だった模様。
みこと曰く娘同様に朝風呂派である。
りさ
声 - 三石琴乃
りんの母親。34歳。18歳で忠興と結婚。
仕事には厳しい。“ないすばでぃ”。若い頃、修行に励み過ぎて婿のなり手がなく、かなりあせっていたことがある。
なかなか腕前の上がらないりんに手を焼いている。
跡取りがほしいので、りんと行人の結婚を期待しており、奥手なりんを度々けしかけている。
みこと
声 - 渡辺明乃
5月5日生まれ、A型。13歳。身長148cm。体重38kg。セミロングヘアーを後ろでしばってまとめている。
こころの三女で、くないとしのぶの妹。りんの妹弟子で、職人一家の中では下っぱで住み込んでいるが時々、実家に帰る。関西弁でしゃべるが、母親たちの京都弁に対して、大阪弁っぽい。二度の「婿殿争奪杯」の際は全く姿を見せず、姉のくない同様に行人を恋愛対象と見ない数少ないキャラクターである。
りんにベタボレの百合な女の子。いつもあやね以上のしつこさでりんを追い回す。りん以外の“せくしーな女性”にも興味を示す。他の女の子の胸や尻を触るのが好きで、すずも被害にあっている。行人曰く「ただのエロオヤジ」。まちいわく「色欲一直線」。
りんが恋心を抱いている行人には強烈な敵意を持ち、村の娘では唯一行人にネガティブな感情を持っている。ただし、りんの絡まない所では行人を敵視せず、すずにセクハラする際に行人を誘ったり、行人が毒で倒れた時には文句を言いつつも山まで薬草を探しにいったりするなど、完全に嫌っているわけではない。
忍者らしく常に手裏剣を持ち歩いている。
次姉のしのぶに弱い。しのぶもみことに対しては横暴な一面もある。
くないによれば姉妹の中では最も器用。職人一家に弟子入りして約3年だが、りんに近づくことしか考えていないため、弟子としては不真面目で腕前はまったく上がっておらず、とげ太にいつも怒られている。ただし、りんよりは大工としての腕は確実に上で、母親の誕生日プレゼントの小箪笥も上手くできていた。りんのコンプレックスを刺激しないよう、ナイショにしている様子。
一人称は「うち」。行人のことを当初は「行人はん」と呼んでいたが、りんが行人に好意を抱いているのを知ってからは「行人」と呼び捨てるようになった。
アニメ版20話において渡辺明乃のエンドクレジットにはみことの名前が無く、一コマも登場していないにもかかわらずとんかつになっている。
とげ太（とげた）
声 - 鈴木琢磨
イワトビペンギン。職人一家の一員で、りんの兄弟子。りさと同期であり同い年、「りさっち」「とげっぴ」と呼び合う仲である。マグロが好物。
なかなか腕前が上がらないりんに、特に厳しい。口より先に手が出るタイプで、よくりんやみことを蹴り飛ばしたりしている。最近はりんにツッコミを入れるためハリセンを常備。同時にりさと協力してりんが行人と仲良くなれるよう取り計らったり、朝早く仕事がある日には起こしにきてあげるなど、厳しくも優しい兄貴分である。
庭師の技術もあるが、植木の刈り込みではたまに失敗する。
忍者一家のくないから想いを寄せられているが、本人は迷惑がっている。
洋館のぱな子さんに気がある様子で、仕事で呼び出された時に嬉しそうな反応を見せることがある。
りさに（冗談で）頭髪の薄さを指摘されて以来、抜け毛の多さに悩んでいる。ちかげの変身魔法で人間になったときはいかにも大工さんらしい中年男になっていた。
いた一（いたいち）
声 - 川野剛稔
イタチ。職人一家の一員で、りんの兄弟子。りさと同期。いつも鉢巻きをしている。
えて吉（えてきち）
声 - 太田哲治
サル。りんの弟弟子。職人一家の中では、みことと同じく下っぱ。風呂焚きは主に彼の担当。
語尾に「〜でやんす」とつける。ちかげの変身魔法で人間になったときは全く変わりばえしていなかった。

##### 梅梅一家
梅梅（メイメイ）
声 - 生天目仁美（千葉千恵巳）
11月11日生まれ、A型。13歳。身長149cm。体重37kg。髪を中華風のお団子と三つ編みのおさげにした少女。チャイナドレスを着ている。カラーでは緑がかった黒髪で本誌では黒髪。胸の大きさは劣るが、すずと同様ナイスプロポーション。姓は（『かへたんていぶ』から）江南。
正式な初登場は第4巻であるが、それ以前にもシルエット等で登場（第14話、お花見の際）。アニメ版では14話から登場。
現在藍蘭島唯一の日本国外人だが、日本生まれなので日本語は得意。語尾に「〜デスヨ」「〜マスヨ」とつける癖がある。また、最初は「っ」が上手く発音できないことが時々あった。口癖（悲鳴）は「ひゃやややぁ〜ん」。
雑伎団育ちで体術に秀でており、漂着後まもなく北のぬしの大牙を偶然倒してしまった。また非常に体が柔かいのだが、細い筒を潜り抜けようとして出られなくなってしまい、一騒動起こしたこともある。
兄が17人（うち三つ子が3組）、姉（大人の双子・高校生の三つ子）が5人いる。他の兄弟は全て双子や三つ子などで生まれており、唯一梅梅だけが1人で生まれてきた。すべてが雑伎団の団員。行人とは割と普通に接することができており、北のぬしの騒動で行人に助けられてからは恋心を抱くようになった。
極度の恥ずかしがり屋で、雑伎団の舞台でも失敗続き。それを克服するため、座長の父により一人旅に出された。旅の途中で遠野さんと出会い、一緒に旅をすることになる。
ある時、隣島へ渡ろうと船を出したところ嵐に遭い、行人と同時期に藍蘭島の北東の岬へ漂着。しばらく北の森をうろうろしていたが、花見帰りの行人たちの後をつけて村にやって来た。だが恥かしがり屋のため食べ物を分けてほしいと言えず、しかたなく盗み食いを続けていた。留守中のすずの家でこっそり入浴していたところ、帰宅した行人に裸体を見られ、行人の鼻血を見て気絶したところで、すずと行人に捕まった。その後晴れて村の一員となり、水車小屋で遠野さんと同居生活をしている。
お風呂が大好き。血を見ると気絶するので、行人と風呂で出くわすとダブルノックダウンとなる。
方向音痴であるが、毎日通る道ぐらいなら大丈夫らしく、しのぶほどではない。
動物や妖怪、大木、岩などの自分で裁縫して作った着ぐるみを持っている。だがホラーチックなため、まちなど美的感覚がずれている人物以外には不評。
東のぬし・ぱん太郎にはおヨメさんとして、また北のぬし・大牙には新しい北のぬしとして、それぞれ連れ去られそうになった。
見た目によらず、けっこう耳年増である。姉の影響で「ドロドログログロした愛憎モノ」の恋愛小説を愛読。紅夜叉に「口にすればたちまちエロエローンな気分になるきのこのおろし汁」をかけられた時は、行人はもとより、ちかげや張本人の紅夜叉さえたじろがせるほどの放送禁止用語を連発し、9巻で行人とのお泊りを妄想したときは、妄想にモザイクがかけられていた。
日本にいた頃は昼は雑技の練習や舞台の手伝いで忙しくあまり学校に通学できず、転校も多かった。夜遅くまで教員免許をもっている姉に教わっていた。
一人称は「ワタシ」。行人のことは「行人サン」と呼ぶ。りんには「めめっち」と呼ばれている。寺子屋でやったテストで5教科すべて100点をとった。そのご褒美の行人とのデートで東の住民が夢中になるほどの雑技を見せた。
島の動物たちにファンが多く、本人も知らぬ間に出来たファンクラブがある。
遠野さん（とおのさん）
声 - 夏樹リオ（雨蘭咲木子）
行人と同時期に梅梅とともに藍蘭島に漂着した河童。見かけ上性別がわかりにくいが、実は女の子。
とある川のほとりの祠に、200年前から封印されていた。理由は、破邪宗に狩られそうになったところを、空堅に「将来に望みをつないで」封印されたため。他の仲間たちは空堅が先んじて逃げ延びさせた。
長く封印されていたのをかわいそうに思った梅梅が祠を木槌で壊して封印を解かれたが、すでに仲間はおらず、川も河童が住める環境ではなくなっており、梅梅とともにきれいな川と仲間を探すために旅立った。封印を解いてくれた梅梅には恩義を感じている。
他の妖怪たちと異なり、「くあ〜」という声しか出せない。
最初は、村の畑のきゅうりを食い荒らす謎の怪物とされていた。村の一員となった後はきゅうり作りを仕事としている。
ケンカっ早い性格で、東のぬし・ぱん太郎と一度戦い、倒している。ケンカの原因は食肉植物の取り合い。
現在は梅梅と水車小屋を改造した家で暮らしている。寝る時は水中に潜っており、小屋の中の水槽が寝床。梅梅同様方向音痴。
頭の皿が乾くと動けなくなるので、常に竹の水筒を数本携帯し、甲羅の中にしまっている。島に来る前はミネラルウォーター（ペットボトルのラベルには「ビビアン」と表記）を購入していた（第21話扉絵および第36話）。
頭の皿から強力な妖気を撃ち出す「河童波（かっぱっぱ）」という必殺技を持っている。ほかに、相手に雷撃を落とす「河童雷（かっぱらい）」、歯のすき間から高圧の水弾を撃ち出す「河童銃（かっぱガン）」、皿の周りの髪を高速回転させ切断やヘリのように飛行を行う「河童刀神（かっぱカッター）」という技もある。また河童の腕は左右が中でつながっており、右手側を長く引っ張り出しての「河童羅拳打（かっぱらぱんち）」という技もある。相手の腰を砕く、「妙技、尻子くずし」も使う。
自身が妖怪であるにも関わらず、ツチノコや猫又（南のぬし）を見たときは驚いていた。また、宇宙人などSF関連やUMAなどは信じていない。他方、妖怪を信じない行人には、自身が河童であると何度も主張しているにも関わらず頑なに亀と思われていたが、美咲の一件で長年の暗示が解けたことによりようやく河童であると認めてもらえた。
とある着ぐるみカフェで働いていた時に美咲に異常に絡まれた事が有り、藍蘭島で再会したときにも絡まれた。
塩水が苦手で、海では力が抜けて溺れる。
怪箒「百叉之大蛇丸」を使うまちの必殺技が効かない。
一人称は「あちき」。あやねとまちからは「遠野」と呼び捨て、りんには「とんのっち」と呼ばれている。梅梅が「遠野サン」と呼ぶためか、皆からさん付けで呼ばれている。
藍蘭島には他の河童も住んでいるのだが、まだ会うことが出来ていない。
キャラクターランキングでは11位と健闘し、人外キャラで最も順位が上だった。

##### しのぶ一家
しのぶ
声 - 樹元オリエ
9月29日生まれ、B型。14歳。身長152cm。体重39kg。みことの次姉。瞳は灰色。当初パーフェクトガイドブックでは15歳と表記されていたが、その後の番外編にて行人やちかげと同い年となる。千陰流忍一家次女。旅先で出会った子牛「びふてき」を常に連れている。
侍を目指しており、形から入る性格のため、普段は侍らしい「ござる」口調で話す。ただし寝起きやビックリした時など、気を抜くと地の京都弁に戻る（慌てて「でござる」と言い直すことも）。さらに寝ぼけると「まろ」「ごじゃる」など貴族口調になる。袴の剣士姿で武者修行の旅（実際には単に迷子になっていた）をしていたため、行人の漂着時は村にいなかった。忍びとしての素早い動きがあるものの剣をぶん回すだけの素人。なお、侍を目指したきっかけは、ちかげに借りた「宮本武蔵」の本に感動したため。昔から本などに影響されることが多い。
しのぶの一族は良くも悪くも思い込んだら一本気な人間が多く、しのぶは特に純情。悪く言えば非常に頑固でしつこく、まちですらも音を上げるほど。行人との勝負に敗北後は、本格的な剣術を習得すべく行人に弟子入りをする。また、頑固モードになると、眼がびふてきのような黒目がちな半月型の眼になる。
行人に好意を抱いているが、本人は「侍としての勘が行人を只者ではないといっている」と勘違いしている。ただし、全く自覚が無いわけでもないようで、くないやみことの二人と「忍の後継者」について考えていた際に、みことに唆されて行人の寝床に裸で潜り込み、自分に行人の子を授けて欲しいと、やや恥らいながらも迫ったこともある。136話では美咲との一件で、行人に対する自らの好意が単なる師匠と弟子の関係ではなく、恋をしていることに気づいた（その話を聞いたあやねは驚きのあまり、天変地異が起こるのではないかと発言した）。
行人とは二度接吻をしている。一度目は間違って毒入りの茶を飲んでしまった行人に解毒剤を飲ませるための口うつしで、二度目はすずに口うつしを実演するため。特に二度目は行人の食べ物を吸いだしていた。この時は接吻の意味を知らず、後でりんから教えてもらった。
プロポーションはすずやりんに劣らずグラマーなようで、たまたましのぶの入浴を覗いていたみこと曰く「りんよりも腰が細い」とのことである。
外見の割りに子供っぽい。すずが行人に「なでなで」してもらうのを見てから、自分もして欲しいとよくせがむようになり、色々と奮闘しているが空回りが多い。朝の稽古は素振りだけで退屈だが、その後のなでなでのために頑張っており、徐々に上達し、狩り物競争の時にはそれなりの長刀使いと思われる、はねを一蹴した。
忍者としての修行はみことより積んでおり、分身の術である「影の八方陣」（行人との試合の際は「多方陣 影の太刀」）が得意。原理は不明だが分身も全て実体を持っている様子（分身のために風呂が満員状態になっていた）。ただし、本体を含めて8体以下に分けられず、自力での解除ができない（しばらくすると自然に解ける。まちとの対戦時は転倒してすぐ解けていたので、ダメージを受けても解けるらしい）という欠点を持つ。
現在は忍としては生来のドジっ子ぶりもあり失格状態。投げた手裏剣に強烈なバックスピンがかかって戻ってきてしまったり、実家でもトラップの場所を忘れてかかりまくった。しかし体術と速さでは姉妹の中で一番である。
島一番の方向音痴で、通い慣れているはずの道でも平気で間違え、一泊の予定が3ヶ月も迷子になっていたりする。「迷いの森」にあるとはいえ自分の家と周辺の位置さえ把握していない。よく何もないところで転び、顔面からモロに地面とぶつかる。
それまで普通に行動していても眠くなると一瞬で寝る。一度寝るとテコでも起きない。
行人の弟子になってからは、毎日実家から通っていたが、さすがに遠い上に、「迷いの森」の中ではびふてきですら道に迷って時間がかかるため、すずの家の近くに家を建ててもらったが、新居に風呂がないのですずの家まで借りに行っている。
一人称は「拙者」だが、テンションがあがってござる口調を忘れると「うち」になる。行人のことは「行人殿」、弟子入り後は「師匠」と呼ぶ。行人からは「しのぶさん」と呼ばれていたが、弟子入りしてからは呼び捨てになった。
なお登場したのは8巻でメインキャラクターの中では一番登場が遅かったが50話で行われた人気キャラクターランキングでは登場したばかりにもかかわらず、すず、行人、あやねに次いで4位のため非常に人気は高い。
アニメ版では18話から登場するが行人との出会い方は原作とかなり異なる。原作の時点では未登場だった紅夜叉のエピソードや幻十丸のエピソードにも登場している。
びふてき
声 - 夏樹リオ
牛。性別はメス。ホルスタイン系ではなく、黒毛和牛系らしい。鳴き声は「も」。隻角のすきやきの妹。
ツリ目で、特に寝起きは目つきが悪い。
元々は兄と放浪の旅をしていたが、しのぶが修行中に見つけ、友だちになった。初対面時から、可愛いもの好きのくないに気に入られている。
常にしのぶといっしょにいて、たいていしのぶのマネをしている。
極度の方向音痴のしのぶのために道を覚える役を引き受けており、お陰でしのぶは「一度通った道なら何とかなるようになった」とのこと。
歌と踊りが好きで、お茶漬けが大好物。すずの家に泊まってからは布団もお気に入りに。

##### 千陰流忍屋敷
こころ（姉しずか・夫半蔵）-くない・しのぶ・みこと
明治新政府の命によりヨーロッパを密偵していた忍者の子孫で、こころは千影流忍一族（せんかげりゅうしのびいちぞく）37代目当主にあたる。
くない
12月15日生まれ、O型。18歳。身長167cm。体重51kg。まちと同い年。名前は忍者の道具から。藍蘭島唯一の学校の先生。まちいわく「学問一直線」。
こころの長女、しのぶとみことの姉で忍者。瞳はしのぶと同じく灰色。パーフェクトガイドブックと年齢が違うのは、作者によると「大人の事情」とのこと。アニメ版では名前だけの登場で、回想シーン等にも登場しなかった。
非常に気まぐれで面倒くさがり屋なため、授業は不定期に行われるも、学問への思い入れや熱意は強く、学ぶことを楽しんで欲しいという彼女の考えは行人にも大きな影響を与えた。
かわいい子は抱きしめたくなるらしく、まち（一応同い年）をかわいがるが、みことと同類（百合）なわけではない。びふてきもお気に入りである。なお、動物のとげ太に惚れており、事あるごとに迫るが迷惑がられている。
母や妹たちと同様、京都弁でしゃべる。一人称は「うち」。
連載50回企画の人気コンテストでは10位に入った。
忍術の威力では妹達の追随を許さない。また、立ち去る時には煙幕を張らずにはいられないらしい。
こころ
年齢は32歳（第67話の誕生日以降）。
くない・しのぶ・みことの母親で、ちかげの母しずかの双子の妹。13歳で半蔵と結婚。千影流忍一族（せんかげりゅうしのびいちぞく）37代目当主。
忍者一族の実家の屋敷に住む。まちいわく「忍一直線」。忍者として毒に慣らすため、子供のみことたちのお茶や食事に毒を入れていた。時々入れ過ぎて寝込ませてしまったり、解毒薬のありかがわからなくなったりするなど、うっかり者でもある。京都弁でしゃべる。京料理が得意。
今一番欲しいものは忍びの跡継ぎになる孫。これは娘全員が継ぐ気がなく、次女しのぶにいたっては忍者として問題外な有様であるため。加えてくないとみことが子供ができない「非生産的恋愛」をしていることを嘆いている。くないと同様、立ち去る時には（屋内であっても）煙幕を張らずにはいられない。
くるくる丸
くないが使役する「忍鳩（にんばと）」。忍び装束に身を包んだハト。「くるっくー」と鳴く。話術が巧み。

##### 長老一家
九尾の狐…こと…きん-正宗（妻つらら）-みちる・みさき
こと（琴）
声 - くじら（磯部万沙子）
通称“オババ”。きん、みちると美咲は直系の子孫。安政元年生まれ。130年前のアイランド号遭難時の乗員・乗客の最後の生き残りで、西の村の初代村長であり、現在も村長を務める村の長老。西洋の医学などを究めるため欧羅巴へ渡航し、日本に帰国途中で嵐に巻き込まれ藍蘭島に流れ着いた。月見亭の温泉の霊力で少し若返っているがほとんど変わらない。
南のぬしであるしまとらや北のぬしである大牙とは、彼らが妖怪化する前からの付き合いで面倒も見ていた。大牙に北の岬の桜を守護するように命令した上に、稽古をつけたのもオババである。
連載開始時点は白髪で日本髪を結っているが、若い頃は黒いストレートのロングヘアーの和風美人であった。故郷には許婚がいたらしい。かなりの才媛で、今も知識が豊富。医術の心得があり、病人の診断や簡単な薬の調合なども行う。自宅では大抵、薬研で薬の調合をしている。ただし、妖怪や半妖の治療は専門外。
怒鳴り声はすさまじく大きい。また体術の心得もあり、サボっている者は遠慮なく投げ飛ばす。時々（特に周りの人物にツッコミを入れる時などに）九州の方言を使う。
なかなか特定の女の子と恋仲にならない行人には歯がゆさを感じていて、行人を繰り返し「タマなし」呼ばわりする。だが、そう言う彼女自身は18歳の時点で（故郷にいいなずけが居たが）未婚だった。
行人を指して「あの東方院家の」と考えていることから東方院家とは何らかの関係があるらしい。
実は伝説の大妖、九尾の狐の子孫。100歳を超えたあたりから妖怪化の兆候が出始め、祭りの後は一時的に妖狐の姿になるようになっていた。そのため北の雷山で元に戻るのを待っていたが、年々姿が幼く、尻尾の数も増えていった。25巻で完全な転生をしたが、その際に幼児退行を起こしてしまった。まちには「妖怪化して若返るなんて反則」と言われている。
みちる
声 - ?
オババ直系の末裔で医術の継承者。16歳。B型。身長161cm。体重48kg。赤紫色のロングヘア。頭の左右で2本の三つ編みにして、おさげを作っている。おでこの真ん中に、1束のアホ毛がある。実はそれは、妖気を探るアンテナになっている。瞳は黒。制作段階ではツインテールだったが、あやねとカブるため現在の髪型にしたらしい。
身体が弱く引きこもりがち。雪女の血が流れている半妖であるために妖術が使えるが、日向に出るとすぐ貧血で倒れる。逆に寒いと元気で、寒ければ寒いほど力が増す。雪の精「小雪」をパートナーにしたことで妖力が増幅され、暑さに耐えるためにまとう妖力を長時間保てるようになり、身体的には普通に外出できるようになった。だが、外に出るのが面倒くさいので、相変わらず引きこもり気味で、もともと怠け者である上に屁理屈をこねるのも得意。おばばとまちによって島一周肝試しツアーに行かされても、訳のわからない妖怪に襲われるからということでさらに引きこもりになった。
行人が氷冷式の冷蔵庫を開発し、瞬く間に村中に普及してからは、妖力で冷蔵庫用の氷を作るのが毎日の仕事になっている。
弓の腕は達人級。一度に4〜5本の矢を放ち、力によって自在に操ることができる。何十本の氷の矢で見越し入道を倒した。この腕を活かし、第2回婿殿争奪杯の告知の矢文を村中に届けた。しかし、飛ばす度になぜかあやねをかすめるらしい。
初登場は第50話。もっと早く出るはずだったが、作者にすっかり忘れられていた。設定上は、行人が流れ着いた時から登場していたが、影が薄いため忘れられていたことになっている。初めて行人を見たときから彼に想いを寄せていたが、暑さに弱いのが災いして思うように外に出られずにいた。常に敬語で話す。
話が進むごとに、忘れられキャラが定着し、幼少の頃から遊び友だちのりんたちにまで名前を忘れられるのがネタと化している。メインキャラクターの中でみちるの名前を覚えていて、気にかけるのは行人とあやねだけ。なお、最初に名前を忘れたのは、実はすずである。
一人称は「私」。行人のことは「行人クン」と呼ぶ。アニメ版では「行人さん」と呼んだ。
行人によると妹の美咲の面影があるらしい。唯一にして最大の違いは美咲が貧乳、みちるが巨乳であること。そのせいで3ヶ月間も妹似であることに気付かず、会う度に注視して誤解を招いていた。美咲の実姉であるがつららを含めた血縁関係については初登場時から伏線を張ってあったものの、作中で明言されたのは25巻である。実妹の美咲からは初対面にしてダメ人間臭がすると内心思われている。
妖力の精度、持久力に関しては美咲よりも遥かに上であり、現在は（一応）彼女の師匠となったが、家事を美咲に押し付けて本人は相変わらずぐうたらしている。
アニメ版では、最終話のラストにて『新キャラ』という吹き出し付きで一瞬だけ登場、名前も設定も明かされることはなかった（第11巻で作者が言っている「サプライズゲストキャラ」は彼女と美咲のことらしい）。行人を追いかけていたようだが、半妖なのが災いしてふらついていた。台詞もあったが声優も不明である。
小雪（こゆき）
みちると契約している雪の精霊。この精霊の存在のおかげで、みちるは長時間の外出ができるようになった。精霊としては、かなり強い。妖力を消費しすぎると溶けてしまい、元に戻るには一晩かかる。その間はみちるも力を失い、以前同様、暑さに弱くなる。妹と違い小さな雪だるまのような簡単な容姿だが、それは外見より言語能力を優先した結果。
きん
政宗の母でみちるの祖母。オババの直系の子孫。外見は非常に若く、みちるの母親ぐらいにしか見えない。優秀な医者で薬師であり、村人には“きん様”と慕われているが、みちるは“小ババ様”と呼んでオババに次いで苦手としている。
143話（24巻）役者そろってから登場。それまでは半年間の島めぐり温泉ツアー（“温泉同好会”という隠居したお年寄りの集まりの催し）に出ていて村を不在にしていたが、村の医者であるオババの不在が長引いているため、村に戻ってきている。

##### 月見亭
さくや
声 - 松岡由貴（かかずゆみ）
温泉宿「月見亭」に、いつの間にか住み着いたお手伝いさんで自称「女将」。お客さんの「おもてなし」が大好きで、自分の役割だと思っており、邪魔するものは敵とみなし排除する。薄紫の長い髪を、左右で三つ編みにしている。プロポーションはからくり人形とは思えないほど良い。
初登場は、ドラマCDのVol.1である。ドラマCDのVol.2では、ライナーノートのイラストにのみ登場し、出番がないので泣いている。その後、漫画本編にも登場。物語に絡んだのは40話が最初だが、31話にてゆきのを置いて月見亭に来たかがみたちをもてなす1コマだけ登場している。
正体は、木製の精巧なからくり人形。両肩のパーツには「弐」、背中には「RX78_2」と読める型式番号と「咲夜」という文字が書かれている（第41話扉絵参照）。
船で運ばれる途中で海に落ちて藍蘭島に流れ着き、長らく砂浜に埋まっていたが、近頃、目覚めた。
制御システムは頭の歯車1つが欠けただけでも暴走する。行人たちと会う前までは記録喪失だったが、暴走して正気に戻ったあと、アイランド号に貨物のフリをして乗り込んだところまでは記憶が回復した。それ以前の来歴は不明。
からくり人形なので体がばらばらになっても死なず、パーツを組み立て直せば元に戻る。手足や首を外して伸ばすこともでき、人間用の柔術は通用しない。胴体は軟らかいらしい。
武装を内蔵している。「攻撃モード」になると両腕・両肩・両脚から三連装（ただし絵によって砲数は変わることも）の発射筒、背中から単装砲が展開し、額のヘッドバンド状のパーツが下りてきてバイザーとなる。時々、全武装開放をしないとムズムズするらしい。ドラマCDのエピソードで全弾を射ち尽くし、現在は弾切れで使用不可能である。年代、口径を問わずに弾丸を装填できる高性能らしい。
ある程度の形状パターン認識（筆跡鑑定など）はできるが、基本的に感覚は人間とさほど変わらず、赤外線や声紋、体温などを分析・識別できるほどのセンサー機能は搭載されていないらしい。
袴を脱ぎ、上着を下ろした状態を「お掃除モード」と呼ぶ。比較的穏やかな方法で相手を追い返すためのモードだが、その戦闘力は狩り物競争の直後で疲労困憊の状態であったとはいえ、メインヒロインたち（すずを除く）をまとめて一蹴したほど。
自爆機能が内蔵されており、本人と半径2mは木っ端微塵となるらしい。
温泉宿のお手伝いさんらしく“まっさーじ”が得意。ただし、実際は疲れは取れるがかなりハードで、まるで関節技のようである。また、おもてなしを邪魔された相手には、まちやあやねでさえ寝込んで動けなくなるほどの「逆効果のまっさーじ」をすることがある。
島の七不思議のひとつである「東の地下迷宮」について、懐かしさを感じる、と独白している。同時に、「壱」「弐」「参」と書かれた3つのカプセルの内、「弐」だけが開いている場面の回想が入ったが、詳しいことは不明。
その正体は宇宙人が製造したサポートアンドロイド398号。500年前に行方不明になっていた。

##### その他村人
メインヒロインたちと同年代の少女たち。日常の風景の端々や、婿殿争奪杯の際などに登場する。物語の本筋に絡んでくることはあまりないが、彼女たちも年頃であり、島で唯一の男性である行人には興味以上のものを持っている様子。2〜3人の姉妹がほとんどで、多くは姉妹間で統一性のある名前がつけられている。
なお、彼女たちの親はほとんど作中に登場しないが、からあげの昔語りの中には、彼女たちと容姿や名前や職業に共通点のある女性（およびその恋人）が何人か登場している。
やや
紙漉きを生業としている。ショートヘアで、つぶらな瞳がチャームポイント。
妖刀・村正を所有。ただし、特に呪われている様子はない。
村で一番北に住んでいるため、梅梅の食料泥棒の最初の被害に遭った。
第2回婿殿争奪杯ではしおり・なつと共に梅梅を追跡するが、ゆきのの「すーぱーくまだいびんぐ」に敗退。
しずく・より姉妹
しずく
声 - 後藤千菜
15歳。農業を生業としている。
髪は短めで、後ろで2本に小さくまとめている。東北弁。
すずからの愛称は、しずちゃん。
遠野さんに最初にきゅうり畑を荒らされた。
第2回婿殿争奪杯では、しのと共に行動。ちかげの落とし穴を逃れたすずに（標的ではなかったが）狩られて敗退。
オババが月見亭の温泉の効能を説明する際に、妹と併せて「目立たん村娘A、B」（バラ談）とされた。
より
声 - 亀山千尋
14歳。農業を生業としている。
髪は短めで、後ろで2本に小さくまとめている。東北弁。そばかすがある。
すずからの愛称は、よっちゃん。
第2回婿殿争奪杯ではすずの標的となり、あいてむ（りぼん）を奪われて敗退（すずは「昨日狩った」と言っているが、狩る場面は作中には出てこない）。
しおり・かおり姉妹
しおり
声優 - 飯田有佳（宮崎優子）
14歳。羊飼い。
髪はやや長めで、後ろでくくっている。関西弁。
学校の授業の時は、姉妹そろって仕事では絶対着ない他所行きを着てくる。
第2回婿殿争奪杯では開始直後にひふみと共にすずに襲い掛かるが失敗。その後、やや・なつと共に梅梅を追跡するが、ゆきのの「すーぱーくまだいびんぐ」により、あいてむを狩られて敗退。
かおり
声 - 泉はる（千葉紗子）
13歳。羊飼い。紐作りもする。
髪は短めで、後ろの上の方で2本に小さくまとめている。関西弁。
家は神社とすずの家の中間にある。梅梅の食料泥棒騒動の時、行人・すず・まちが張り込んだのは彼女らの家。
第2回婿殿争奪杯ではあやねの標的となり、おはなに潰されて敗退。
おはな・らん・おきく姉妹
おはな
声 - 佐藤彩奈
15歳。塩職人。大柄でぽっちゃり。髪の毛を頭の上後方の左右でしばって束にしている。
梅梅の食料泥棒の被害に遭った。
8巻では飼っている豚を使って塩作りをしていた。荷車を引いて帰る途中、あやねをひき潰したことも（第2話）。
足を払われるなどして倒され、他の者を下敷きにするという描写が多い。
第2回婿殿争奪杯では、すずの標的となり、あいてむ（りぼん）を奪われて敗退。とんかつに足を払われ、一緒に追跡していたかおり、あき、はるを潰して道連れにしてしまった。
らん
声優 - 青木里織
13歳。海女。
「すずちゃんの勉強ギライを直そう!!」作戦の時は、すずに算盤を見つけられて不審を抱かれてしまった。
第2回婿殿争奪杯では、はねと共に行動。長柄を持ってしのぶとりんに対峙した。りんに得物を弾き飛ばされ敗退。
第13巻収録の番外編「海女だって」は、彼女とはねの仕事をしのぶが手伝うという話で、サブキャラクターとしては珍しく彼女たちにもスポットが当てられている。
おきく
年齢は不明。塩職人。
つばさ・はね姉妹
つばさ
16歳。ボブカット。
第2回婿殿争奪杯では、まちに挑んで敗退。
はね
13歳。海女。ボブカット。
第2回婿殿争奪杯では、らんと共に行動。長柄を持ってしのぶとりんに対峙した。しのぶに得物を弾き飛ばされ敗退。
さよ・とよ・しの姉妹
さよ
16歳。
とよ
14歳。厚めの唇が特徴。
しの
13歳。ツインテール。東北弁。
第2回婿殿争奪杯では、しずくと共に行動していた。すずにあやねを投げつけられて敗退。
ナオミ・ジュン姉妹
ナオミ
17歳。漁師。があるずがいど曰く「精悍な顔つき」。
ジュン
14歳。普段は昼まで寝ている。
あき・なつ・はる姉妹
あき
声 - 橋本樹里
17歳。ロングヘアのストレート。
第2回婿殿争奪杯ではすずとあやねを追跡するが、おはなに潰されて敗退。
なつ
声 - 澤海春香
16歳。ロングヘアで、頭の後ろで2本の三つ編みにしている。
37話の「見られて」ではりんにかんざしを作ってあげていた。
第2回婿殿争奪杯では開始直後にしおり・ややと共に梅梅を追跡するが、ゆきのの「すーぱーくまだいびんぐ」に敗退。
はる
15歳。豆腐職人。
65話では行人の依頼で（とんかつのお使いのご褒美として）たらい一杯の特大豆腐を用意した。
第2回婿殿争奪杯ではすずとあやねを追跡するが、おはなに潰されて敗退。
ひふみ・みつよ・いつむ姉妹
ひふみ
15歳。ショートヘア。染め物・機織り職人。
37話ではりんの着物の染付けをやっていた。
第2回婿殿争奪杯では開始直後にしおりと共にすずに襲い掛かるが失敗。
みつよ
13歳。ショートヘアで、髪を頭の上でくくっている。
いつむ
12歳。
あい・ひとみ姉妹
あい
17歳。
第2回婿殿争奪杯では、まちに挑んで敗退。
ひとみ
12歳。
第2回婿殿争奪杯では、他3人と共に、互いを追い掛け回して堂々巡りを繰り返すすずたちを遠くから眺めていた。
さえ
高虎の母ですずの祖母。温泉同好会の一員。すずとは別に暮らしており、すずらん失踪後、一緒に暮らさないかと心配していた（すずは心配させまいと一人でも大丈夫と言っていた）。
皇（すめらぎ）
カキ氷職人のペンギン。島内でカキ氷の屋台を引いて回っている。カキ氷の味は格別らしい。
実はオババ達が流れ着いた当時の西のぬしの子孫。昔は不良で、からあげ・たかたかと共に「西の三巨頭」と呼ばれ、死利鳥団を結成し畑を荒らす等の悪さを働いていたが、仲間共々すずらんに半殺しにされた後、更生して家業を継いだ。その実力は未だ折り紙つきで行人を一瞬でぶっ飛ばし、屋根上にぶっ刺してしまうほど。
かつての異名は「漆黒の皇帝」。からあげからは「すーさん」と呼ばれている。
バラさん
150年生きているカピバラ又（猫又のカピバラ版。ただし尻尾が確認できるカットはほとんどない）。12年前の大波の時は他の妖怪と共に村を守った。漢方らしき医術の心得があり、膏薬づくりが得意。また妖怪や半妖相手の治療が専門で、みちるのホームドクターとなっている。海龍様の目の疑いあり。
人語を話し、「〜さね」という口調で喋る。
ばけばけ
声 - 高橋美佳子
100年前、悪さをしたため地蔵に封印された悪霊。すずが足を滑らせて地蔵を壊したため、出て来た。「ばけ〜」としか言えない。具体的にどんな悪さをしたかは不明。
長い舌を持っている。戦いを挑んで来たあやねをひとなめして、気絶させた。
幽霊の類を信じない行人に殴られ踏まれ説教され、さらに霊としての存在を完全否定された上、白クマ扱いされた。すっかり毒気を抜かれて無害な存在となり、今は毎晩のようにすずの家や梅梅の水車小屋の付近に出現する。物語に関係して来ることはほとんどないが、夜の場面転換の時にすずの家の上を飛んでいることが多い。突然の大声に驚いたりすることもある。行人に懐いており、頼みごと（入浴中の見張り番）をきいたりもしてくれる。
海龍祭りの際には、行人とすずの交代要員として綿飴の屋台を担当し、器用に綿飴を作り、すっかり村の一員になっている。
島のあちこちを遊びまわっているうち、各地のオバケと仲良くなり、最近ではすずの家を集会所として寄り合いを開くのが恒例となりつつある（行人は全員を白クマと認識している）。
阿部 カンナ（あべの カンナ）
りんの家にある大工道具に憑いている幽霊。
約200年前、日本一と言われた女名工。りんの先祖はカンナの一番弟子。ストレートのロングヘアー。はやり病にかかり20歳で亡くなったが、修行の日々で殿方とは一度もおつき合いができなかったのが未練となり、愛用の道具に憑いて亡霊となった。道具はりんの先祖が譲り受け、りんの家の蔵に封印されている。といっても「危険だから蔵から出すな」と言われていただけで、それも忘れ去られていた。
料理が好きだが、腕前は殺人的にひどい。「飯は食えればいい」という職人一家ですら、あまりの不味さに悶絶したほど。騒動の後、彼らはりんの料理のありがたみを実感し、味わって食べるようになった。
境遇が似ているりんと波長が合い、取り憑いて思いを遂げようとした。行人が好み。りんの身体で、行人と子作りをしようとしたが、みことが乱入し、皆に阻止された。
まちの術で成仏したと思いきや、思いを遂げるまでは絶対成仏しないつもりらしい。あやねとも波長が合いそうで、蔵の中でチャンスを狙っている。

#### 花火小屋
りり
りさの妹。28歳。未婚。
花火職人のお頭。かがみといい勝負の幼児体型のため、行人は最初りんの妹だと思った。

#### 炭焼き小屋
攫（かく）
炭焼き小屋のお頭（ただし住人は一人だけ）。サトリの妖怪で、外見は小猿だが人間に変化もできる。
相手に質問してその答えを読む形で相手の心を読むことができる。

#### その他西の森の住人
ぴよ丸
たかたかの甥（姉の子供）。
ひどい噛みつき癖があり、気になったものには何にでも噛みつく。
おー助
オウム。第13巻収録の番外編「すべてとけて」に登場。洋館で、ちかげ一家とゆきの、きつきつ、はむはむのお茶会に参加し、ゆきのらと共にちかげに容疑者扱いされた。以後も時々登場する。西の森の北側に巣箱を構えている。
130年前の西のぬし
オババたちが藍蘭島に流れ着いた頃の西のぬし。コウテイペンギン。月見亭の温泉の霊力とその由来についてオババに語った。皇（すめらぎ）の先祖。
月光
先代の西のぬし。フクロウ。忍の訓練を受けた忍鳥。分身の術と体術を得意とする。からあげは彼の忍術に対抗すべく「飛鶏流」を編み出し、その実力が認められて次代のぬしに任命された。引退の理由は高齢によるギックリ腰。
山フグ（やまフグ）
忍一族の実家付近の森に生息。外見はフグだが、空中をふよふよと飛んでいる。つぶらな瞳で、人なつっこい。
あやの
パーフェクトガイドブック収録の番外編「できちゃって」に登場。
行人の夢の中に出て来た、あやねと行人の間にできたという女の子。あやねにそっくり。
他にも、すずを除く主要キャラクターと行人との子供（すべて母親そっくりの女の子ばかり）が登場したが、名前が判明しているのはあやのだけ。

### 南の森
しまとら
声 - 飯塚雅弓
南のぬし。海龍様の目。トラ猫の猫叉。130年以上生きている妖猫（ようびょう）。40歳で人語を喋るようになった。一人称は「ぼく」。
現在の北のぬしである大牙とは猫又になる以前からの幼馴染みで、若い頃のこと（オババ）が大牙に稽古をつけている姿から見よう見まねで格闘術を身につけた。現在こそ実力は互角だが、かつては気の弱かった大牙をサポートしていた兄貴分であった。力よりも体術とスピードで勝負する。天候操作などの妖術も使える。当時の東西南北のぬしと対戦したからあげをもって大牙と並び別格と称された実力者。
あやねに意地悪されていた幼い頃のすずが「眠れるにゃんこ」を発動させてあやねを瞬殺したのを目撃し、その潜在能力を見込んで彼女を弟子に迎え、武術を伝授した。すずからは「おししょーさま」と呼ばれている。また一時期、しのぶの修行の相手をしていたこともある（試合はしのぶの連戦連敗）。なおしのぶが行人と対戦しようとした原因を作ったのはしまとらである。
猫らしく享楽的で食えない性格。あることないことを吹き込んで人をからかうのが趣味。すずを我が子のように可愛がり、行人と早く結婚するように勧めている。
単行本の11巻のモノクロ表紙の「もしもぬし達が人間になったら」では、赤いスカーフを纏い、金髪で片方の髪を編んだビジュアル系の青年の姿になっている。実際に人間に変身する事も可能で、14巻では行人の姿に化けたが、色違いの前髪とスカーフ以外は実物とそっくりだった。なお彼の変身プロセスは、口の中に手を突っ込んで全身を裏返すというもので、見ていたすずととんかつは慄然としていた。本人いわく、アゴがつかれるからあまりやらないとのこと。
みゃー
しまとらの妻。海龍様の目の疑いあり。猫又。手足と尾の先だけが黒い白猫。左の耳が垂れている。鈴付きの首輪を着用。
人間に変身できる。14巻では、すずに面差しが似た姿に変身（ただし耳が尖っている）。ここ数年、しまとらの前ではいつも人間の姿。実は太った姿を見られたくないため。太ると人間化したときは胸が大きくなる。
食べ歩きが趣味で、気に入った食べ物はどんどん食い尽し、南の野苺を絶滅させかけた前科がある。みちるとあやねが作った、シャーベットが気に入った。
しまとらと組んで天候操作の妖術を使う。
みぃ
猫。サバイバルゲームの開催を知らせる、南のぬしの伝言をすずに伝えに来た。以後も時々登場する。
犬の長（いぬのおさ）
声 - 川野剛稔
南の森の犬族の長。ポメラニアンらしい。人語は話せない。
五天狼（ごてんろう）
南の森の犬族の5匹。オオカミの血を引く猛者らしいが、行人に口のみであっさり泣かされており、オオカミらしさは皆無。
見越し入道
南の森に生息。近づくとどんどん巨大化して喉にかみつく。妖気の球を返すふりをして、あやねとみちるに襲い掛かる。みちるの大量の氷の矢でやられ、封印された。
130年前の南のぬし
ブチ猫。尻尾は1本。ノンポリオ・セガール・山田の提案を受けて、猫族と犬族による南のぬしの座の争奪戦を「さばげー」にした（この回想シーンに「130年前のぬし」と注記されているのは、当時は普通の猫だったしまとらのことである）。しまとらと同じくスカーフ（モノクロなので色は不明）を巻いている。

### 東の森
ぱん太郎（ぱんたろう）
声 - 太田哲治
東のぬし。巨大なパンダ。子持ち。妖怪ではなく、人語は喋れない。一人称は「ポク」。語尾に「〜のん」をつける癖がある。食肉植物が好物
のほほんとした外見とは裏腹に、かなり凶暴。怪力を誇り、「婿殿争奪おにごっこ大会」の時に東の森に入り込んだ行人を、腕の振り一発で西の大樟まで投げ飛ばした。しかし、力押しだけで技を持たないため、陸上のぬしの中では最弱で頭も悪い。また、ぬしの中でも年若い方で、しまとらには「若造」、大牙には「小僧」呼ばわりされている。食肉植物の取り合いで喧嘩になった遠野さんに一度敗北し、以降ライバル視している。からあげと違い他のぬしへの敬意の念はないが、ぬしとしての誇りは高く、仕事は真面目にこなしている。
なお、東の森のぬしは、島一番の怪力にしか動かせない「東の霊石」を持ち上げた者がなる、という掟があるため、腕力だけなら彼が一番という事になる。毛の下の筋肉が鎧となっているため、多少の攻撃ではビクともしない。
かなり卑屈なところがあり、自分のなわばり外で強敵を前にすると、臆面もなく敵前逃亡する。下り坂では身体を丸めて転がり下る。
浮気者で梅梅に一目惚れし、東の森に連れ去ろうとしたが、妻にバレて叩きのめされた。それでもめげずに、時々梅梅に会いに来る。さらに東の森にすずと一緒に来たみことにも惚れてしまう。梅梅を「2号」、みことを「3号」と思っている。「梅梅ちゃん(ハートマーク)愛好者」会の会長。
単行本の11巻のモノクロ表紙の「もしもぬし達が人間になったら」では、やや乱暴者のイメージのある巨漢の姿になっている。
ぱん子
ぱん太郎の妻。第219話にてぱん太郎がぱん子と呼んでいる。前海龍様の目の疑いあり。耳につけたリボンがチャームポイント。浮気者の夫にいつも苦労させられている。ぱん太郎にとって最も頭が上がらない存在で、言わば「東の裏ぬし」と呼べる存在。子供は確認できるだけで8頭いる（第71話の遠景による）。
鵺（ぬえ）
東に住む。頭と体は猿で手足は虎、尾はヘビの体をしている。東のぬしを一方的にライバル視していて、いつも負かされている。かなりずるい性格で妖怪の力を増す球でぬしを倒そうとするが、結局負ける。平安時代から生きていて、源頼政に弓でやられてから、矢に対抗する特訓をしていてみちるの矢も効かなかった。爪も鋭くみちるの氷より硬い、圧縮雪だるまも効果なし。
キバ
先代の東のぬし。ワニ。当時のぬしの中で最強の破壊力と堅牢な皮膚による防御力を持つ剛の者だが、性格は温和で、大牙の飲み友達。高齢のため、5年前に引退。
食肉植物
声 - 川野剛稔
東の森に生息。食べられても根が残っていれば一晩で再生する。
ぱん太郎曰く、「味噌をつけて食べると絶品」らしい。
びゅりほー・がーべら
小説版に登場。東の森の食肉植物たちの親玉である妖花。見かけは他の食肉植物と同じだが、サイズが特大。
遠野さんの必殺技・河童波（かっぱっぱ）で殲滅された。

### 北の森
大牙（たいが）
声 - 佐々木望
北のぬし。海龍様の目。尻尾が2本ある妖虎（猫叉のトラ版）。二足歩行。人語を喋る。頭がとても大きく、眉間の大きな傷跡（かつてからあげの挑戦を退けた際に負ったもの）が特徴。一人称は「オレ」。
厳格な性格で、特に礼儀には非常に厳しい。戦いにおいても容赦しないが、勝負と称して行人に稽古をつけるなど、厳しい中にも不器用な優しさを見せる。
実力はしまとらと互角で、彼と対照的に力技を得意とする。ただ体術も苦手ではなく、図体の割りに足も速い。他の妖怪化動物と同様、2尾の間を急所とする。
妖怪化する前は、現在とは裏腹に気が弱い泣き虫で、自分の居場所を確保することも難しかった。若い頃のこと（オババ）に北の岬に植えた桜の苗木を北の荒くれ者達から守るよう命じられ、稽古で鍛えられた事で強くなったことが25巻で明らかにされた。本人も当時の事は恥ずかしく、幼馴染みのしまとらに格好のからかいのネタにされている。
偶然とはいえ梅梅に敗れ、ぬしの座に据えるべく彼女を強引に連れて行こうとしたが、立ちふさがった行人との勝負に敗れたため断念。その後北の森の住人100人を倒し、再びぬしの座に就いた。梅梅に対しては無茶を強いた罪滅ぼしか、何かと理由を付けて魚などを頻繁に差し入れている。
18巻の裏表紙の下で妖怪飲み友の会の宴会ではすごく酔っ払っていた。ほかのメンバーは、キバ、月光、鵺、カラス天狗の英彦、幻十丸、あぶらすまし親娘、光源氏、しまとら、みゃあ様、まーくん、バラさん、遠野さん、つらら、おばば。
単行本の11巻のモノクロ表紙の「もしもぬし達が人間になったら」では、寡黙で野性的なイメージのある青年の姿をしている。
しま子
大牙の妻。海龍様の目の疑いあり。虎又。小柄な虎。
妖怪になったのは去年で、その後に結婚したが、大牙がほとんどかまってくれないため、不満が溜まり現在家出中。同じような境遇の美咲と仲良くなり、よく遊びに来るようになった。
白狼のデン（はくろうのデン）
北の森に住む狼。大阪弁のような喋り方をする。白狼と名乗ってはいるが、実際には小麦粉で白く見せかけている。
荒くれ軍団「かみかみ団」の長だが、団員は自身も含めて2匹だけ。
見かけによらず、打たれ弱い。北のぬしの座を狙っていたが返り討ちに遭い続け、100敗したところでようやく敵わないと悟った。そして行人に負けたからあげに目標を変更し、西へとやってきた。だが子分共々行人とたかたかに負け、その後からあげに体中の毛を刈られてしまった。
かみかみ団団員
デンの子分。語尾に「やんス」とつける。
デンには一応忠実だが、失言が多く「実は打たれ弱い」「小麦粉で白く見せかけている」等と度々言ってはデンに殴られている。実はデンよりも実力は上だったりする。
隻角のすきやき
大柄な黒毛和牛。びふてきの兄。全身傷だらけで片方の角が折れている。西の村では「北の森では大牙に次ぐ実力者」と噂されていたが、実際は温厚で勝負嫌い。その見た目故に、荒くれ者たちに勝負を挑まれたり（身体が頑丈なため、攻撃をした相手が音をあげてしまう）、舎弟にして欲しいとせがまれたりと苦労しており、自身の傍に置いておくと危ないと判断して、しのぶにびふてきを預けていた。妹想いで、びふてきの誕生日を祝うために行人たちの元を訪れる。角は転んで折ったもの。また、料理が得意という一面を持つ。
飯綱（いづな）
北に住む。動物に取り憑いて操る妖怪。妖力の球で大きい動物でも憑けるようになった。
黄昏のれお
北に住む荒くれ者の1人。ライオン。
白銀の犀蔵（はくぎんのさいぞう）
北に住む荒くれ者の1人。サイ。
韋駄天のちい太
北に住む荒くれ者の1人。チーター。1度行人に勝負を挑みに来ている。

### 富士山（ふじやま）
つらら
みちると美咲の母。妖怪ゆえ外見は娘のみちるより幼く見え、性格も子供っぽい。雪のある富士山（ふじやま）の上に住んでいる。雪女なので妖術が使えるが、行人は「手品」と認識。
村に下りるときは基本的に人間体となって活動しており、その際には妖力を使えない代わりに熱いお茶などが平気になる。
行人が美咲の名前を口にした際、妙な反応を示しており、粉雪が暴走した時も疑ってはいたが、実際に美咲が島に現れるまで母娘関係は明言されなかった。
つららの契約精霊
雪兎の姿をした精霊。大きい精霊1体と小さい精霊数体が登場しているが、大きい精霊が数体に分かれているのか別の精霊なのかは不明。また、つららは小雪、粉雪の母親と契約していると明言されているが、雪兎の精霊がその母親なのかも不明。

### 島の周りの海
さしみ
声 - 吉川友佳子
海のぬし。海龍様の目。藍蘭島の沖を回遊する大きなシャチ。ぬしの中では、唯一の女の子。すずと仲がよい。島から出ようとした行人に、大渦の危険を知らせようとした。年頃らしく彼氏をほしがっているが、ぬしであるがゆえになかなかできない様子。
海洋生物でありながら陸上でも滑車を使って平然と活動しており、行人を唖然とさせた（普通のシャチなら陸上では体温が上がり過ぎて、熱中症でダウンする）。
ちかげの変身魔法騒動で人間の姿になった時には、美少女の人魚になった（頭の白斑をイメージした髪飾りを着けている）。単行本の11巻のモノクロ表紙の「もしもぬし達が人間になったら」でもこの姿で登場。
きりみ、たたき
イルカ。
さしみと仲が良い。3人で居る所を「海洋哺乳類女子会」と表されていたので女子らしい。
魚
鯛の声 - 川野剛稔
藍蘭島の魚はグロテスクな外見をしている（おもに頭部が爬虫類に似たもの、人面魚など）。

#### 真・海龍神社
やしろ
まち、あやねの曾祖母。ちづるの祖母。上級巫女。
実年齢は64歳だが、容姿はまちに瓜二つ。銀髪だが老化のせいではなく、上級巫女の証とのこと。
30年前にりつが拾った妖箒「村正」のお祓いを行った。当時は銀髪ではなかった。
27年前から龍神島で海龍様を祀るお役目を務めている。バラさんによると「人間としては」3人目とのこと。
式神たちと友だちのように接しており、その姿勢はまちにも強く影響を与えた。
一族歴代の中でもずば抜けた式神使いで、十二支になぞらえた「十二神」と呼ばれる式神を従えている。12年前に起きた大津波から十二神と一緒に島を護ったが、「あの時島を護ったのは自分だけではないし、皆の大切な人を護れなかった」と言っている。
かなりの霊力の持ち主でもある。島の住民で唯一、短期間に霊力を向上させる危険な修行を行える。
式神の見聞きしたことを自分の感覚のように共有する遠見の術はまち、あやねも使えるが、さらに式神を通じて会話も可能なため、式神（特に空を飛べて小回りの利くピヨじゅーべー）を分身のように使う。
十二神（じゅうにしん）
やしろが召喚する12体の式神。それぞれ十二支のような姿をしている。まちの霊力増幅修行の際に登場、2体1組でまちと戦った。名前はチューいち（子）、もーじろー（丑）、とらぞー（寅）、みみしろー（卯）、たつごろー（辰）、にょろろく（巳）、うましち（午）、もこはち（未）、うきくろー（申）、ピヨじゅーべー（酉）、ワンといち（戌）、キバじうじろー（亥）。

### その他島の住人
すずらん
声 - 池田昌子
すずの母。年齢は28歳。14歳で高虎と結婚。海龍様の目。
3年前に嵐の見回りに出たまま行方不明になり、亡くなったことになっているが、すずだけは「花嫁衣裳を見せる」という約束を信じ、いつか帰ってくると思っている。作中では何らかの事情で失踪していることが示唆されており、正確な消息はやしろと（後に）まちが知っている。武術の達人で、からあげを卵のころから育て鍛え上げた。実力は当時のぬしの実力を遥かに超え島最強の実力を誇ったらしい。当時素行が悪かったからあげやたかたかによくおしおきしていたらしい（若かりし頃の西の三巨頭を一瞬のうちに打ち負かし、トラウマをすり込んだ）。からあげからは「アネさん」と呼ばれていた。また、幼少時代は言葉遣いや行動が多少荒かったらしく、それを自覚した上ですずを淑やかな女性にしようと育てていったらしい。恋愛に関しては娘同様非常に鈍感。天然な面も娘と同様。
すずのリボンや服は母とお揃いで、髪型も同じ。若い頃の容姿はすずと瓜二つ。ただし胸は小さく、本人も気にしていた様子。
『があるずがいど』収録の番外編では、行人が漂着する前夜に現れ、寝入ってしまったすずに自身の花嫁衣裳を着せ掛けた。ただしこれが現実だったのか、すずの夢だったのかは不明。
アニメ版では第10話のすずの回想で登場している。18巻では2年前に幽体離脱をやってすずに会いに行こうとしたら怖い顔になっており、村中を騒がせた。
海龍様
藍蘭島の大ぬし。神社では、ご神体として祀られている。1年中ほとんど寝ている。寝起きが悪いらしく、行人が流れ着く前後に2度ほど寝ぼけて出歩いたことがある（行人漂着直前と温泉が止まった地震の時）。
50年ほど前には寝ぼけて崖に突っ込み、顔がめり込んだ事で「顔面洞窟」が出来上がった。
謎の巨大生物
シルエットのみの登場。首長竜のような姿。地震で温泉が止まった時に、地下の源泉近くでシルエットを見せた。この時の地震は、この生物が歩く時の振動が原因かもしれない。龍神島のぬしらしい。海龍との関係は不明。
じろちょー
タンチョウ。名前の由来は清水次郎長から。外見は普通に外界の丹頂鶴だが、すずととんかつを乗せて富士山頂上付近まで飛行するなど、普通の丹頂鶴より大柄で、たかたか並の飛行能力を誇る。
名前の由来通り語尾に「ざんす」と付ける任侠肌の人情派。
芋銭（うせん）
河童。藍蘭島のどこかにある「河童の集落」に住んでいる。女の子。
ちづると仲がよく、絵や彫刻のモデルになったことがある。
幻十丸（げんじゅうまる）
声 - 伊藤静
変化（へんげ）妖怪。狸又（猫又の狸版）。
ばけばけよりもたちが悪いイタズラ妖怪。巫女一族の先祖が南の森の地蔵の下に封じたが、まちがその地蔵に寄りかかって倒してしまい復活。
変化の術が得意で、自分自身だけでなく他者や物体にかけることもできる。有効範囲は本人から半径6mほど。範囲を出るか、解呪のお札を貼られるか、気絶させられると（物体の場合、噛んだり踏んだりして衝撃を与えると）元に戻る。
外見だけでなく質量も変化させられる。うさうさとくまくまを入れ替え、くまくまの姿のうさうさは普通にゆきのを乗せていたが、術が解けた途端にゆきのに潰された。一方くまくまはまちの頭に跳び移り、まちを潰すこととなった。
化ける相手に触れることによって記憶もコピーできる。ただし、まちによれば表面的な一部だけで、知り合いが話をすればすぐボロが出る程度。
行人に化けたときは術や妖怪を信じているような発言をしたため、すずに見破られた。他にも、驚いた時の顔が派手（まちによると「素敵」）なはずが、ずっと無表情だった、裸のまちが目の前にいるのに平然としていたなど、相違点がある。
胴体を茶釜で守っているが、これは大きな出べそを隠すのが真の目的。しかしあやねに見られてしまった上、あやねに対してイタズラを行おうとしても勝てないため、まち・あやね・幻十丸の三すくみ関係ができ上がっている。
初登場話で封印に失敗してからは野放しに近い状態になっており、いたずらをしてはまちに追い回されている。梅梅に怪我の手当てをしてもらったことがあるらしく、行人に化けて彼女にお礼をしに来たこともある。
美咲の目にとまり、強制的に連れ帰られた上に完全にロックオンされて執拗につきまとわれ恐怖し、泣いて逃げるほどの目に遭わされたが、たまに悪戯を仕掛けるほどには回復した。
アニメでは梅梅や行人だけでなくゆきの、ちかげ、しのぶなどにも化けていた。また、化けても出べそだけは元のままという特徴がある。その他、すずやあやね（あやねは半ば強制的ではあるが）の協力によって、一度は封印に成功している。
英彦
烏天狗の占い師。全員が「ヒコさん」と呼ぶため、名前の正しい読み方は不明（九州の英彦山と同じなら英は読み無し）。
半年に一度か二度、妖気が溜まると神社に飛来し、占い（というより予言）を行う。的中率は高い様子で、皆にあてにされているが、占う際に毎度激しくダンスのような動きをしなければならないためかなり体力を使う。14巻で登場。しのぶ他、何人かの娘に「そう遠くない嵐の日に強者（つわもの）と運命を左右する対決がある」という運勢を告げる。行人は一切英彦のことも烏天狗とは認めておらず「コスプレしたカラス」という程度の認識。
そら
南の森と西の森の境付近に住んでいる黄色く丸っこい鳥。性別はメス。
「青天のごとく青く輝く美しい姿」と謳われる幻の青い鳥だが、その姿は人助けの時だけ変身できる仮の姿。
作中ではゆきのに目撃された時（変身した詳しい理由は不明）、地割れに落ちたすず達を助けるために行人を導いた時、梅梅が落としたお守りを届けた時に変身しており、梅梅には正体が知られている。
非常に恥ずかしがり屋で人前に姿を現すことは稀。変身時との容姿のギャップにコンプレックスがあるようで、正体を隠しており、梅梅に知られてしまった時には周囲に漏らさないよう懇願している。恥ずかしがり屋同士ということで梅梅と友達になり彼女の傍に現れるようになったが、それでも直接姿を晒すことはない。初登場は6巻だがその時点では名前は明かされず、16巻での再登場時に梅梅の発言により判明した。
海龍様の目。「人助けする時だけ、大人(ヒヨコ風の黄色から青い成鳥)に変身できる」という特徴から、典型的な「魔法少女の話」を海龍がモチーフにした模様。
光源氏
平安時代に封印された猿の妖怪。まちが蔵を開けっ放しにしたため、島の妖気に触れ、解放された。大酒のみの女好きの乱暴者なので封じられた。女の好みにうるさく、藍蘭島の住民ではまち以外興味をしめしていない。まちは彼を封印しないことにしたが、光源氏のしつこいナンパに嫌気がさしたため、行人に彼氏のふりをさせて諦めさせようとし、最終的に行人と勝負することに。
戦闘中は6本腕になり（行人は速くて6本に見えると解釈）手数で圧倒する戦い方を得意とする。
平安時代の妖怪なので当時の美人の条件、下膨れのおちょぼ口が好みであり、まちを見染めたのもそれが理由だったが、女性を見た目で判断することに行人の（同時にまちの）怒りを買うことに。その後は彼好みの動物とのハッピーライフを楽しんでいる。
天草（あまくさ）
妖怪・油すまし。ハゲ頭で、穏和な表情をしている。蓑を着て、油を入れたひょうたんと木の杖を保っている。
破邪宗の手から逃れるため、空堅によって約200年間、海龍神社の蔵に収められていた碩屏に、娘ともども封じられていた。
人を脅かすのが趣味だが、それ以上の悪さはしない。まち曰く「ちょっとイタズラはするけど人畜無害」。
なたね
天草の娘。妖怪・油すまし。
天草によると「自分にそっくり」なのだが、実際はあやねに瓜二つの美幼女。あやねが、これを「行人との既成事実の証拠」にしようとした。
毛玉の妖怪
海龍祭りの時期など、限られた期間のみ実体化・出没する妖怪。海龍様の目。「祭りの最後の花火の時、大楠の下で最も強く願った者一人の願いを叶える」という能力を持つ。村に伝わる「祭りの花火の最後の一発を、大楠の下で思い人と見ると結ばれる」というおまじないを海龍がモチーフにして産み出した。
顔は海龍にそっくりでユーモラス。
行人の「美咲が健康になりますように」という願いを聞き届け、美咲を藍蘭島に呼び寄せるという予想外の方法で実現させた。
すずの母のすずらんが行方不明になった件にも深く関わっている模様。
タキタキタロー
川にすむ巨大な魚。元ネタはタキタロウ。
誰も捕らえることができなかったが、食われそうになった行人が飲み込まれないようにふんばっていたら息をつまらせてしまった。実際に食った大牙によると、なかなか美味とのこと。
川大左エ門（かわだいざえもん）
声 - （宗矢樹頼）
ドラマCD版に登場。巨大なオオサンショウウオ。自分を大ちゃんと呼ばせようとする。語尾に「〜だす」をつける癖がある。名前と語尾は『いなかっぺ大将』から。
生まれる前に父親が、また母親は半月前に亡くなり、「おろろ〜ん」と悲しんでいる。
遠野さんを飲み込んだが、梅梅の飛び蹴りで吐き出した。
金魚姫（きんぎょひめ）
小説版に登場。海龍の使いの仙女。
長身でスタイルがいいが、振り袖風の羽衣を着崩し、スレた遊女のような風情で、言葉づかいも悪いため、仙女という感じがしない。面倒くさがりでいいかげん。多少の間違いは気にしない。
まちとあやねの夢に現れ、お告げをくだした。
ウシ魔王（ウシまおう）
小説版に登場。海龍神社の西、山の中腹の石碑の下に、当時の海龍神社の巫女集団の手で100年前から封印されていた。悪の女幹部になったちかげと、りんとの戦いのとばっちりで封印の石碑が壊れ、出現した。
ぱん太郎の倍近い身長の巨体。でっぷり太った厚化粧の下品なおばさんホルスタインといった外観で、ざます言葉を使う。しかし、性別は雄。
強力な妖怪だったが、まちのワラ人形の呪術であえなく完全消滅した。頑丈さでは、あやねの方が上らしい。
ありあ
『小説 ながされて藍蘭島3 ときをこえて』に登場。本名アリアーシ・カグヤ・ルナファーランド。十四歳。はるか未来からやって来た文字通り遠き月の女王。
仲たがいや争いばかり繰り返す人びとに失望し、王宮から逃げ出した。

### 宇宙人関連
島民達からは「森のヒト」と呼ばれるサルとして認識されているが、正真正銘の宇宙人でM78星雲から来た銀河警備隊。地球の衛星軌道にいる母船ではさくやに似たサポートアンドロイドを使っている。海龍神社に伝わる「先人」とは彼らのことであり、島の周囲に張り巡らされた結界も彼らによる物とされる。島の七不思議の一つ「十二地蔵」は彼らがモデル。その他「東の地下迷宮」「南の三角遺跡」「真海龍神社」も彼らと関わりがある。
ジャック
宇宙人。以前山で墜落したUFOを取り戻しにちかげの洋館に侵入した。行人に宇宙人だと疑われた時はサルだといって誤魔化そうとした。かなり無理のある言い訳であったが、SFやUMAを信じているのは行人だけだったため、何とか誤魔化すことはできた。UFOを返してもらった後は、草むらに隠れて宇宙に帰ろうとしたが、後を付けて来た行人に見つかり、宇宙人について色々聞かれたため、やむを得ず光線銃のような物で反撃。行人はジャックに関する記憶を一旦消されたが、ベムの事件の時に記憶を取り戻されてしまう。
衛星軌道上には彼の上司や仲間がおり、彼らも時々島に降りてくる模様。
ベムたん
ジャックのペット。宇宙生物。104話（19巻）ふゅーじょんしてに登場。ジャックが実家から呼び寄せたが、乗っていた自動操縦の宇宙船が藍蘭島に墜落して島に来た。環境情報を得るために原住生物と一時的に融合する性質を持ち、出会ったすずと融合する。本来の外見は宇宙怪獣のぬいぐるみのようであるが、すずとの融合中の姿は「ただのコスプレに見える(行人)」。すずの潜在意識とシンクロしたため行人にじゃれつく。すずと分離した後は飼い主のジャックの元に戻っている。
ゾフィー隊長
ジャックの上司。13巻で行人達の居る傍らで「南の三角遺跡」から円盤で飛び立っている。真の南のぬし。
しまとらのスカーフは元々彼の物であり、しまとらの南のぬしとしての働きを評価して（しまとらが気付かないうちに）授けた物である。
サポートアンドロイド達
銀河パトロール隊の上級隊員一人につき一台割り当てられており、地球人女性型が人気だが、その原因となったアンドロイド（さくや）は行方不明であったが島の温泉宿で女将をしていた。
隊長が百号、ジャックが二百号を使っている。

### その他
ノンポリオ・セガール・山田（ノンポリオ セガール やまだ）
130年前にアイランド号で藍蘭島に漂着した紳士。ヒゲが自慢。オババたちは「おひげの紳士」と呼んでいるが、その正体は不明。
南のぬしの座を賭けて、毎度争っていた猫族と犬族を見かねて「サバイバルゲーム」で勝負することを提案した。
その他、大食い大会など多くのイベントを残した。
洋館の設計者でもあり、様々な仕掛けを施した。
既出の島民の中では唯一名字を持っている。
みやび
やしろの祖母。
勝元（かつもと）
りつの夫。61歳（生存している場合）。名前の由来は細川勝元。
ぱな蔵（ぱなぞう）
昔、洋館の執事を務めていた、ぱな子さんの父。キバの代わりにヒゲがある。現在の消息は不明。
九尾の妖狐
九本の狐の尾を持つケモミミ美女。300年前に島を訪れて現在月見亭がある場所の温泉につかった。その際「おひさ〜」と海の影に言っている。ことの先祖。

## 島外の人物

### 東方院家関係者
我人…顕人-・-厳人（後妻柊）-漸人（妻秋菜）-行人
古武術に長けた一族であると共に、明治時代からは貿易業にも手を出していた。その際に所有していた交易船がアイランド号であり、遭難時の乗員乗客とその子孫が藍蘭島の住民である。『かへたんていぶ』によると東方院家の者は「島で良縁を得る」との事。
東方院 漸人（とうほういん ぜんと）
声 - 磯部勉
行人の父親。行人が家出する原因となった人物。性格は厳格そのもので、行人の行動を「ムリ」「ムダ」と一蹴した上、「私の言う通りにしてればいい」などと言うなど、自尊心も強い。その一方で行人に「なぜ勝ちたいのか」を考えさせたこともある。また、妻が戻ってきた時には行人の家出について土下座で謝罪しているなど妻には頭が上がらない。
顔が初めて明かされたのはアニメ版の第1話。行人と喧嘩し、襲い掛かる行人を軽くあしらって返り討ちにした。
両者ともに否定しているが実は行人とは似たもの親子であり、漸人もかつては家出をしたことがあるという（妻となる秋菜と出合ったのもそのとき）。
行人が送ったビデオレターの映像を最後まで見ようとしなかったが、「万が一次に会う機会があったら絶対勝つ」という行人の言葉にふと頬をゆるませており、息子の成長を喜んでいた。
東方院 厳人（とうほういん げんと）
行人の祖父。65歳。行人の剣術の師でもある。得意技は大上段からの振り下ろしを鋭い突きに転じる「斬釘截鉄（ざんていせってつ）」 で、行人はこれをまともに喰らって失神させられたこともある。息子である漸人とは正反対の性格で、孫・行人に「絶対に無理なことなんてない」ということを教えた人物で、作中における行人の最大の理解者の1人でもある。それゆえに、行人からはそれなりに尊敬されているが、高所恐怖症になった元凶たる人物でもある。行人の無事が確認された後、柊と入籍した。
言動、行動ともに豪快な人物で、行人が幼いころから高虎が呆れるほどの無茶苦茶な特訓をしごくほか、息子より年下の柊と再婚した際には漸人に呆れられ、「おぬしらの娘たち全員を行人がモノにしておるやもしれんぞ。なんせワシの孫じゃしのう」と発言して長政たちに「ないない」と突っ込まれていた（当たらずも遠からずだが）。
東方院家の男子は肉食系らしく、ハーレム状態の行人について東方院の一族と笑っていた。
東方院 秋菜（とうほういん あきな）
行人の母親。一年前に沖縄への帰省中の船でウミネコに驚いて海に落ち、岸に泳ぐ途中でイルカとぶつかって記憶喪失となり鹿児島の病院に入院。行人が流された後、世話になっていた農家で頭を打ち記憶を取り戻し家に戻った。
東方院家最強の人物らしく、厳人ですら彼女には頭が上がらない。なお16歳のときに漸人と結婚したらしい。
東方院 柊（とうほういん ひいらぎ）
厳人の秘書。24歳。旧姓：岩槻（いわつき）。厳人との結婚への了承を行人の父にもらうところを行人に見られ、それが行人の父との結婚だと勘違いしたというのが行人と父のケンカの原因。行人の無事が確認された後、厳人と入籍した。
梅梅の姉である梅蘭とは友人で、ビデオレターで梅梅の姿を見た後に報告している。
高虎（たかとら）
厳人の昔からの秘書兼ボディーガード。行人からはタカさんと呼ばれており、兄のように慕われていた。実はすずらんの夫ですずの父親。すずらんの1歳年上で漁師をしていた。15歳のときにすずらんと結婚した。すずらんいわく「ニブちん」で「結婚するまで気持ちをまったく分ってくれてなかった」らしい（ただし、からあげなどによれば、すずらん自身も鈍感で高虎のアプローチに気付かなかった）。名前は藤堂高虎から。額に、少年時代にサメに襲われかけていたすずらんを助けたときにできた、大きなキズがある。容姿や恋愛に関して鈍感なことなど、行人と重なる点がある。動体視力と反射神経が良いらしく、若かりしころのからあげの攻撃を難なくかわしていた（からあげから身近に居た強者と言われている）。
12年前に溺れていた行人を助けた縁から、厳人の秘書兼ボディーガードをすることになり、東方院家の情報網で藍蘭島の男達を捜している。現在見つかっていないのは政宗のみ。すずらんが失踪したと知った時は動揺していたが、仲間達によって立ち直させられた。
長政（ながまさ）
ちづるの夫であやねとまちの父親。35歳。黒色の長髪で、後姿だけなら女性にも見える。娘には甘く、素直にお願いを聞いてしまう。名前の由来は浅井長政から。
日本では西方院の名で祈祷師として全国を行脚しており、8年前に呪われた刃を手に入れた厳人がお祓いしてもらうために、訪ねて知り合い、後に高虎と再会した。行人からはマサさんと呼ばれている。半妖である美咲のケアも担当していた。海龍様の目と呼ばれる存在を知っており、これにより藍蘭島の男達の無事を知らせることができなかった。まちが拾った美咲のSDカードから長政の無事をやしろが確認し、ビデオメッセージ越しにまちから暗号を受け取っている。
式神のあしゅらまっちょを使うことで島の人間の無事を確認している。
あしゅらまっちょ
長政が召喚する式神。てるてるまっちょに似ているが、顔が3つと腕が6本ある。探索能力を持ち、島の住人が亡くなるとわかる。
清正（きよまさ）
声 - 関俊彦
しずかの夫でちかげの父。かがみの兄で、ゆきのの叔父に当たる。しずかと同い年。かがみには「お兄ちゃま」と呼ばれていた。中性的な美少年。娘のちかげと同じく読書が趣味。みすてりぃが特に好きで、ヴァン＝ダインやモーリス・ルブランのファン。しずかは本を借りるという名目で、清正の住む洋館をよく訪れていた。名前は加藤清正から。みすてりぃの主人公のように事件を解決したり、それをもとに小説を書くことを夢見ていた。それを打ち明けられたしずかは、彼の夢を実現すべく怪人紅夜叉に扮して事件を起こし、静丸の筆名で小説を執筆した。
日本では清水正丸の名で小説家として活動しており、行人とちかげは清正とは知らずにファンである。行人かさはキヨさんと呼ばれている。小説の中に藍蘭島の住人にのみわかるメッセージを入れていたため、高虎と再会した。
美咲上陸の後、小説に埋めた暗号を介して夫婦間で連絡を取り合えるようになった。
秀秋（ひであき）
かがみの夫で、ゆきのの父親。27歳。若い頃は背丈が低かったが、かがみと結婚していた時は、かがみよりも長身であった。名前の由来は小早川秀秋。なお、娘の背丈は後に父親似であることが判明。動物好きで、ゆきのの動物と仲良くなれる才能は父親譲りの様子。
日本では山奥で野生動物を手なずける仙人として噂になり、その噂の調査に厳人と高虎が行き再会した。以後、魚しか食べない東方院家の専属料理人となった。妻・かがみが一切家事をやらないため自然と身に付いたらしい。行人からはヒデさんと呼ばれている。
すずらんと高虎の昔話では秀秋の後は島では男子が生まれていない。
忠興（ただのり）
りさの弟弟子でりんの父親。33歳。軽い性格で少年時代は職人としては不真面目でナンパやセクハラは日常茶飯事であった。武術の達人であったすずらんにも尻を触ったりするなど命知らず。しかし、根は純情らしく思いを寄せていたりさにはなかなか告白できずにいた。名前の由来は細川忠興。
日本では職人の腕前を生かして生活していたが、5年前にその腕を聞きつけた厳人にスカウトされ、東方院家の専属の庭師となり、高虎と再会を果たした。行人からはノリさんと呼ばれておりどんな仕事もこなすというスゴ腕の職人と言われている。また、妻であるりさを未だにあねさんと呼んでいることを長政に呆れられていた。
半蔵（はんぞう）
こころの夫。名前の由来は服部半蔵から。みことの回想などで登場していたが、名前は第12巻本体表紙で判明。
島の外に流されてしまった男衆の中で東方院家の情報網を使っても見つけられない男の1人だったが、25巻で清正の暗号に気づく。仲間と合流するために東方院家を訪れるが、構えの立派さに忍の血が騒ぎ夜間に忍び込む形をとってしまったために侵入者として厳人に叩きのめされた。基本的に顔は覆面に隠されており、厳人に気絶させられるまで素顔は描かれなかった。東方院家に来るまでは、潜入のアルバイトをしていたらしい。

### その他島外の人物
政宗（まさむね）
つららの夫でみちるの父。オババの子孫できんの息子。年齢31 - 32歳。名前の由来は伊達政宗から。影が薄く、場に溶け込むのが異常に上手いかくれんぼの達人。
日本では宅配業者になっており、東方院家にも荷物を届けたりしているのだが、未だに気づかれていない。
梅梅の姉
23歳の二人と15歳の三人はそれぞれ双子と三つ子。
三つ子は長女の勤務先の高校の生徒であり、中学時代には三つ子アイドル「梅・梅・梅」として芸能界デビューしている。
同作者の『かへたんていぶ』では双子は脇役で、三つ子は端役で出ている。
長女・梅華
23歳。18歳の時に飛び級で海外の大学を卒業し現在は高校教師。
次女・梅蘭
23歳。料理の達人で高校在学中に調理師免許を取得している。現在は女子高の学食勤務。
三女・春梅
15歳。負けず嫌いで空手の達人。
四女・夏梅
15歳。明るくおしゃべり好きでミーハー。
五女・秋梅
15歳。おっとりしているが毒舌。雑学と電化製品が好き。

### その他
東方院 顕人（とうほういん あきと）
貿易業を始めた頃の東方院家の当主、アイランド号の所有者。呪いの品などの収集癖がある。
東方院 我人（とうほういん わがと）
東方院家の七代目、行人の前世。

#### 空堅関連人物
陽光禅 空堅（ようこうぜん くうけん）
約200年前にいた法力僧。当時、日本国内でも五指に入る実力者だが、妖怪を封じようとしなかったため、しばしば役立たずと思われていた。
妖怪と人間が互いに友人になれると信じ、破邪宗たちの手から妖怪たちを守っていた。特に遠野さんとは、数十年来のケンカ友だちだった。遠野さんにきゅうりの栽培を伝授したのは彼である。
遠野さんや天草父娘を封印し、200年後に友人となれる波長の合う者によって開封されるようにして破邪宗の手から逃れさせた。遠野さんの時は緊急避難的な封印であったため、後に天草に愛用の錫杖と共に遠野さんへの手紙を託した。
海龍神社の巫女一族の先祖とは友人どうしで、天草父娘を封じた碩屏を預け、200年後の開封を依頼した。
彼の信条「どんな妖怪でも話し合ったりどつき合ったりして友になれる」は今でも海龍神社の巫女たちに家訓として受け継がれている。
破邪宗（はじゃしゅう）
約200年前、全国を行脚していた僧侶のグループ。当時全国に多数いた妖怪たちを、その善悪に関係なく、金儲けのためだけに狩っていた。空堅により壊滅させられたらしい。

## その他
藤代 健（ふじしろ たけし）
著者。単行本カバー折り返しに登場する自画像。
以下のように、毎回主要キャラクターにもてあそばれている。
1巻 - すずに投げられる。
2巻 - あやねにしびれ薬を盛られる。
3巻 - まちにわら人形の呪いをかけられる。
4巻 - ちかげの変身魔法でブタに変えられる。
5巻 - 遠野さんの回し蹴りを食らう。
6巻 - くまくまに踏みつけられる。
7巻 - りんに壁に埋められる。
8巻 - しのぶに斬られる。
9巻 - みちるに矢で射られる。
10巻 - 行人にハリセンで叩かれる。
11巻 - やしろの合体式神に片手でネックハンギングツリーをかけられる。
12巻 - みことに手裏剣を連続で投げつけられる（しかし辛うじてかわしている）。
13巻 - くないに金縛りの術をかけられ、顔に落書きされている。
14巻 - すずらんに蹴り飛ばされる。
15巻 - 高虎に網で引き上げられ、海象（セイウチ）と間違えられる。
16巻 - 紅夜叉に逆さ縛りにされる。
17巻 - みゃー様に食べられる。
18巻 - 藍蘭島に漂着した時のこと（オババ）と共にお茶を飲むも一服盛られたのか全身麻痺になる（ことは足の痺れでないか?と言っているため、どちらが本当かは不明）。
19巻 - さくやに吹き飛ばされる。
20巻 - りりに花火にされる。
21巻 - つらら父の雪男に回される。
22巻 - 美咲に出番が遅いと氷漬けにされる。
23巻 - しま子に尻に噛みつかれる。
24巻 - （かがみの命令で）たかたかに頭をかじられる。
25巻 - 妖狐化したオババのいたずらに潰される。
26巻 - 攫に思考を読まれる。